# ISシリーズ

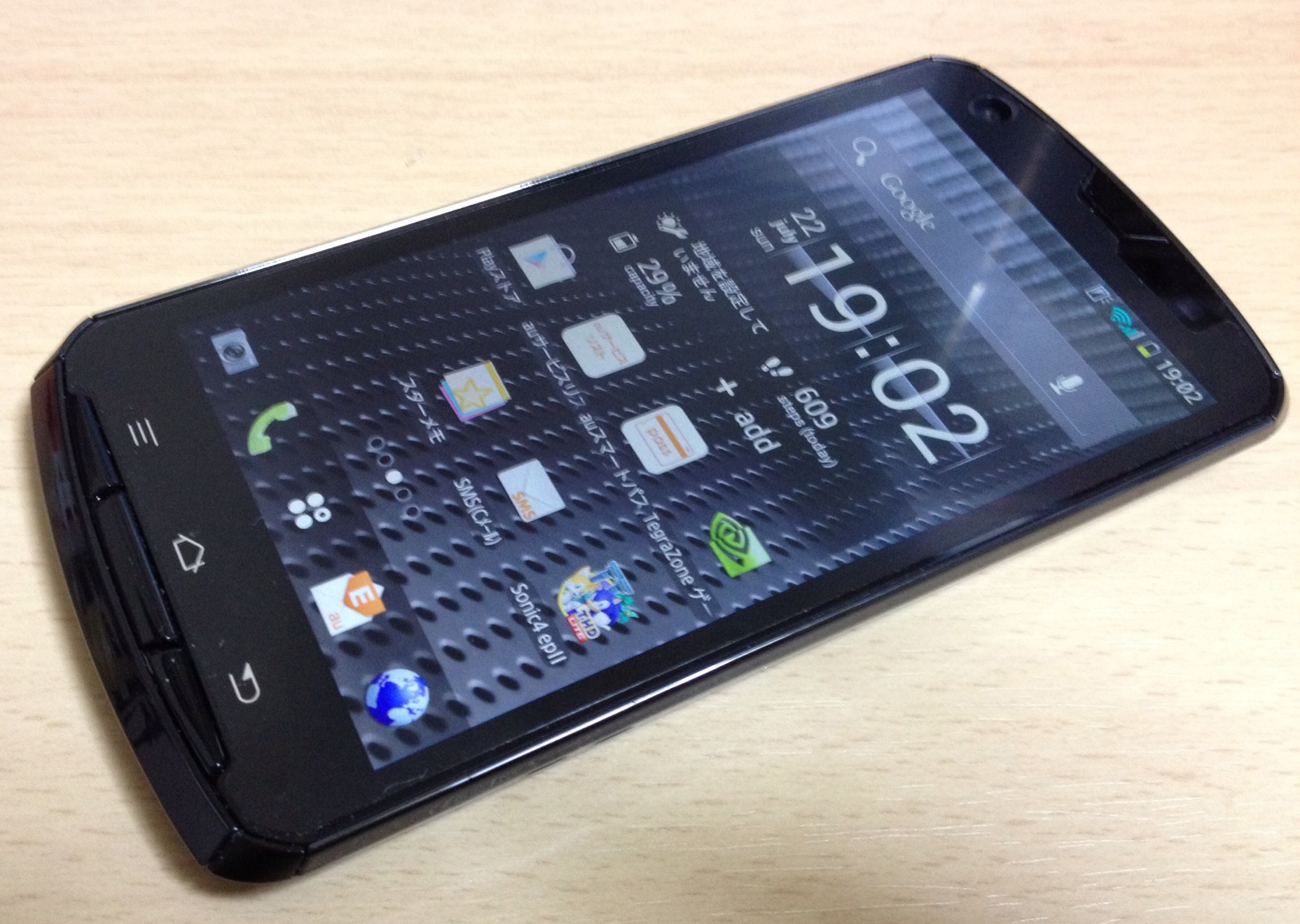
ISW13F
（ARROWS Z）

ISシリーズ（アイエス-、IS series）とはauブランドを展開するKDDIおよび沖縄セルラー電話が2010年（平成22年）夏モデルから2012年（平成24年）夏モデルまで日本国内で展開されていた、一般ユーザー向けスマートフォン（スマートブックを含む）のブランドである。

## 概要
KDDI（auブランド）は2009年（平成21年）にスマートフォンE30HTを法人ユーザー向けに発売。しかし、一般でも購入可能だったものの、一般消費者向け戦略を打ち出していなかった。一方、同時期、日本国内の携帯電話ニーズがスマートフォンに大きくシフトしていく中、他キャリアに先駆けて2008年夏から販売しているiPhoneを含むソフトバンクモバイルのスマートフォン、さらには2010年春のNTTドコモ向けスマートフォンであるXperia SO-01Bが販売台数を伸ばし続けた。それらに出遅れた形で、KDDIは2010年夏以降より、ISシリーズのスマートフォンを順次発売した。2010年秋からは後述するWindows Phone 7.5を採用するIS12Tを除き「Android au」でPR展開していたが、2011年（平成23年）9月でAndroid auのPR展開は終了した。ただしAndroid auは現在でもIS01を除く2011年冬モデルまでのAndroid機の起動画面として使用されている。
ちなみにAndroid機種の場合、韓国の大手通信キャリアであるSKテレコムのAndroid機種同様「with Google」のロゴが書かれた刻印が端末本体の裏側にプリントされている。これは日本の他キャリアには見られないものである。
また、Android OSを搭載している機種であっても、Motorola Xoom Wi-Fi TBi11Mなどは（日本国内において）3G通信に非対応のため、また2012年冬モデル以降より展開されるau 4G LTE対応auスマートフォン、およびINFOBARシリーズのA01、C01、A02、URBANOシリーズのURBANO PROGRESSOもauのスマートフォンではあるが、いずれもISシリーズから独立したシリーズとなるため原則的にISシリーズには含まれない。
2010年秋からは「Android au」を掲げながら鳴り物入りの展開がされ、日本メーカーの多くの機種ではワンセグ、赤外線通信、おサイフケータイなど当時のiPhone 4にはない日本向け機能を搭載したISシリーズだったが、一部機種ではAndroid黎明期がゆえの不具合多発や電池持ちの悪さなどが露呈し、ソフトバンクが販売していたiPhone 4に対しては苦戦した。その後、auは、2011年にそれまでソフトバンク独占だった「iPhone」の導入を決め、同年10月からiPhone 4Sを発売すると、iPhone 4Sがヒット端末となった。それを受け、2012年以降は販売の主力をAndroidからiPhoneへと移していったため、ISシリーズは2012年夏モデルをもって終了した。

## 沿革
2010年（平成22年）
- 3月30日 - IS01およびIS02を同時発表（KDDI、Googleによる合同発表）。
- 6月24日 - IS02を全国一斉発売。
- 6月30日 - IS01を全国一斉発売。
- 10月4日 - IS03を発表（KDDI、シャープによる合同発表）。
- 10月18日 - IS04、およびIS05、IS06を同時発表。
- 11月26日 - IS03を全国一斉発売。
- 12月23日 - IS06を全国一斉発売。

2011年（平成23年）
- 2月10日 - IS04を全国一斉発売。
- 2月28日 - ISW11HTを発表。
- 3月10日 - IS05を順次発売。
- 4月15日 - ISW11HTを全国一斉発売。
- 5月17日 - IS11S、およびIS11SH、IS12SH、IS11CA、IS11Tを同時発表。
- 6月24日 - IS11S、およびIS11SHを全国一斉発売。
- 6月29日 - IS12SHを全国一斉発売。
- 7月8日 - IS04の不具合修正、およびAndroid OS2.2バージョンアップ済み版のIS04FVが順次発売。
- 7月14日 - IS11CAを全国一斉発売。
- 7月27日 - 世界初のWindows Phone 7.5搭載スマートフォンとなるIS12Tを公式発表（KDDI、日本マイクロソフト、富士通東芝による合同発表）。
- 8月25日 - IS12Tを順次発売。
- 9月9日 - IS11Tを全国一斉発売。
- 9月20日 - IS11SがEZwebメール（KDDI Eメールアプリ）に正式対応。このほかISシリーズ初の法人用スマートフォンとなるEIS01PTを全国一斉発売。
- 9月22日 - IS11PTを順次発売。このほかISW11HTがEZwebメール（KDDI Eメールアプリ）に正式対応。
- 9月26日 - ISW12HT、およびISW11M、ISW11K、ISW11F、IS13SH、IS11Nを同時発表。
- 10月7日 - ISW12HTおよびISW11Mを全国一斉発売。
- 10月27日 - IS12TがEZwebメールに正式対応[3][4]。
- 11月18日 - IS13SHを全国一斉発売。これに伴い安心セキュリティパックの提供を開始し、従前に発売された端末は、Android OS 2.2以上のスマートフォンについては、すべてウイルスバスターモバイル for auのみ対応とし、IS13SH以降に発売されるAndroid端末については、原則的にフルサービスの提供となる。
- 11月29日 - ISW11Kを順次発売。
- 12月17日 - ISW11Fを全国一斉発売。
- 12月23日 - IS14SHおよびIS11Nを全国一斉発売。この2機種にプリインストールされる形で、au災害対策アプリの提供を開始。従前の機種は、後日のアップデートで順次対応。

2012年（平成24年）
- 1月7日 - IS12Fを順次発売。
- 1月16日 - ISW11SC、およびIS11LG、IS12M、IS12Sを同時発表。これに伴いauブランドのCIロゴデザインが大幅刷新される。
- 1月20日 - ISW11SC、およびIS11LGを全国一斉発売。
- 3月1日 - IS12Mを全国一斉発売。これに伴いAndroid搭載auスマートフォン専用サービスであるauスマートパス（月額390円）の受付を開始。このほかIS02がau Wi-Fi接続ツールに正式対応となった[5]。
- 3月10日 - IS12Sを順次発売。
- 4月13日 - IS12Tがau Wi-Fi接続ツールに正式対応。別途Marketplaceからダウンロードする必要がある[6]。
- 4月20日 - 2012年夏モデルの一つであるISW13HTを公式先行発表（KDDI、HTC Nipponによる合同発表）。
- 5月15日 - ISW13HTを除く残りの2012年夏モデル4機種（IS15SH、ISW16SH、IS17SH、ISW13F）を同時発表。
- 5月25日 - ISW13HTを全国一斉発売。
- 6月28日 - ISW16SHを全国一斉発売。
- 7月6日 - IS15SHを全国一斉発売。
- 7月20日 - ISシリーズの最終モデルとなるISW13F、およびIS17SHを順次発売。

## IS NET
ISシリーズでインターネットに接続するためのサービスである。なお従来よりCDMA 1X WIN（現・au 3G）を利用しており、EZweb（EZ WIN）に加入している場合は、手続きは不要である。一部の機種を除きau ICカードの差し替えにより利用が可能で、ISシリーズとKDDIから出されている他のスマートフォン・タブレット（iidaやiPhoneなど）またはE30HTやE31Tなどの法人向けauスマートフォンを利用してインターネットを利用する場合は、IS NET接続に切り替わる。IS NETに加入しない場合は、auで提供されている「au.net」を使用者の同意なく利用する形となり、料金は月額525円となり、パケットは青天井である。また一部の機種ではPacket WINに対応するプロバイダーを利用することもできる。また2012年9月21日よりiPhone 5の発売に併せて4G LTEが開始されるが、サービスの名称はIS NETからLTE NETに変わる。なお料金には変更はない。
パケット料金の上限はau携帯電話でPCサイトビューアを利用するときの上限と同じ月額5985円となる。2010年11月のIS03発売開始と同時にISフラットが導入され、完全定額でパケット料金はダブル定額の上限より安く月額5460円となっており、au携帯電話にICカードを差し替えEZwebを利用する場合は定額範囲内で、PCサイトビューアを利用するときは従来通り月額5985円となる。また2011年10月14日より発売が開始されたiPhone 4SではiPhoneスタートキャンペーンにより購入時より2年間はパケット料金の上限は月額4980円となる。また4G LTEではLTEフラットになり、月額5985円となる。ただし通信量が7GBを超えた場合は128Kbpsに制限され、追加として2625円を支払うことで通常速度で続行できる。さらにテザリングでは525円のオプションとなるが、通信量が7GB超えても更に500MBが追加される。
なお+WiMAX対応機の場合は他と同じくISフラットの料金体系でIS NETを利用できるが、WiMAXを利用した月のみ525円が加算される。このうち海外機種の一部はau ICカードには対応せず、カードの交換が出来ないため機種変更の手続きが必要となる。このため他の携帯電話やスマートフォンをカードを差し替えての利用は出来ない。
2011年（平成23年）11月18日より安心セキュリティパックが開始され、ウイルス対策としてウイルスバスターモバイル for au（ただし、Android OS 2.2以上であることを要する）が利用できるほか、同日以降に発売されるAndroid端末については、原則リモートロック検索・リモートサポートを含めた3点セットとなるフルサービスが受けられる。なお、2012年（平成24年）3月より月額315円の有償サービスとなり、それ以前は、2012年（平成24年）2月13日までにウイルスバスターモバイル for auをダウンロードするか、フルサービス対応端末のアイコンをタップすれば自動申し込みとなり、それ以降はコールセンター等への申し込みが必要となる。なお、2012年（平成24年）2月利用分までは、フルサービス・ウイルスバスターモバイル for auのみのいずれも無料で利用可能。なお、一度ダウンロードした後はアンインストールしただけでは月額料は発生したままの状態となるため、コールセンター等への廃止手続きを要する。
2011年（平成23年）12月23日発売の2機種にプリインストールされる形で、「au災害対策」アプリの提供が開始された。同日時点では、「災害用伝言板」と「緊急速報メール」が含まれているが、2012年春以降に「災害用音声お届けサービス」などが順次追加されていく予定。緊急速報メールは、ドコモのエリアメールに相当するものとなり、2012年2月までに順次開始されるものとなっており、これまでの緊急地震速報に加え、国や自治体による速報メールも受信可能となる。今後発売予定の機種には原則的にプリインストールとしていき、既発の端末については、Android 2.2以上の端末についてはアップデートにて順次対応していくとしている。

## au Wi-Fi SPOT
au Wi-Fi SPOTを参照。

## Eメール
EZwebのアドレスを利用したEメールはIS01以外は対応していなかったが、Windows Mobile搭載機種を除く2010年冬モデル以降のauスマートフォンから順次対応した。なおEメールはプランEの定額利用の対象外で、通常のパケット料金となる。Eメールは(ISW11HTおよびISW12HT、ISW11Mを除き)au携帯電話からICカードを差し替えた場合でも引き続きISシリーズのAndroid機で利用することが可能。またEメールは無線LANおよびWiMAX単独で通信している場合「KDDI Eメールアプリ」を採用している機種以外では利用できない。
なお2011年8月時点では、IS11SとISW11HT（いずれも後述ソフトウェアアップデート未適用の場合）、IS12TにおいてEZwebアドレスは使用不可であった為、別途Gmail等のフリーメールサービスを利用する必要があった。IS11Sは同年9月20日、ISW11HTは同月22日公開のソフトウェアアップデート適用により、それぞれ「KDDI Eメールアプリ」によるEZwebアドレスが利用可能となり、IS12Tは同年10月27日にマイクロソフトのMarketplaceから提供されるEZwebメール用アプリのダウンロードにより利用可能となった。またiPhone 4SおよびISW12HT、ISW11Mなどの2011年秋以降の海外系メーカーの機種ではEZwebアドレスを利用するメールが使用可能となっている。

## au Market
Android対応機ではau Marketを利用できる。詳細は該当項目を参照。

## ギャラリー

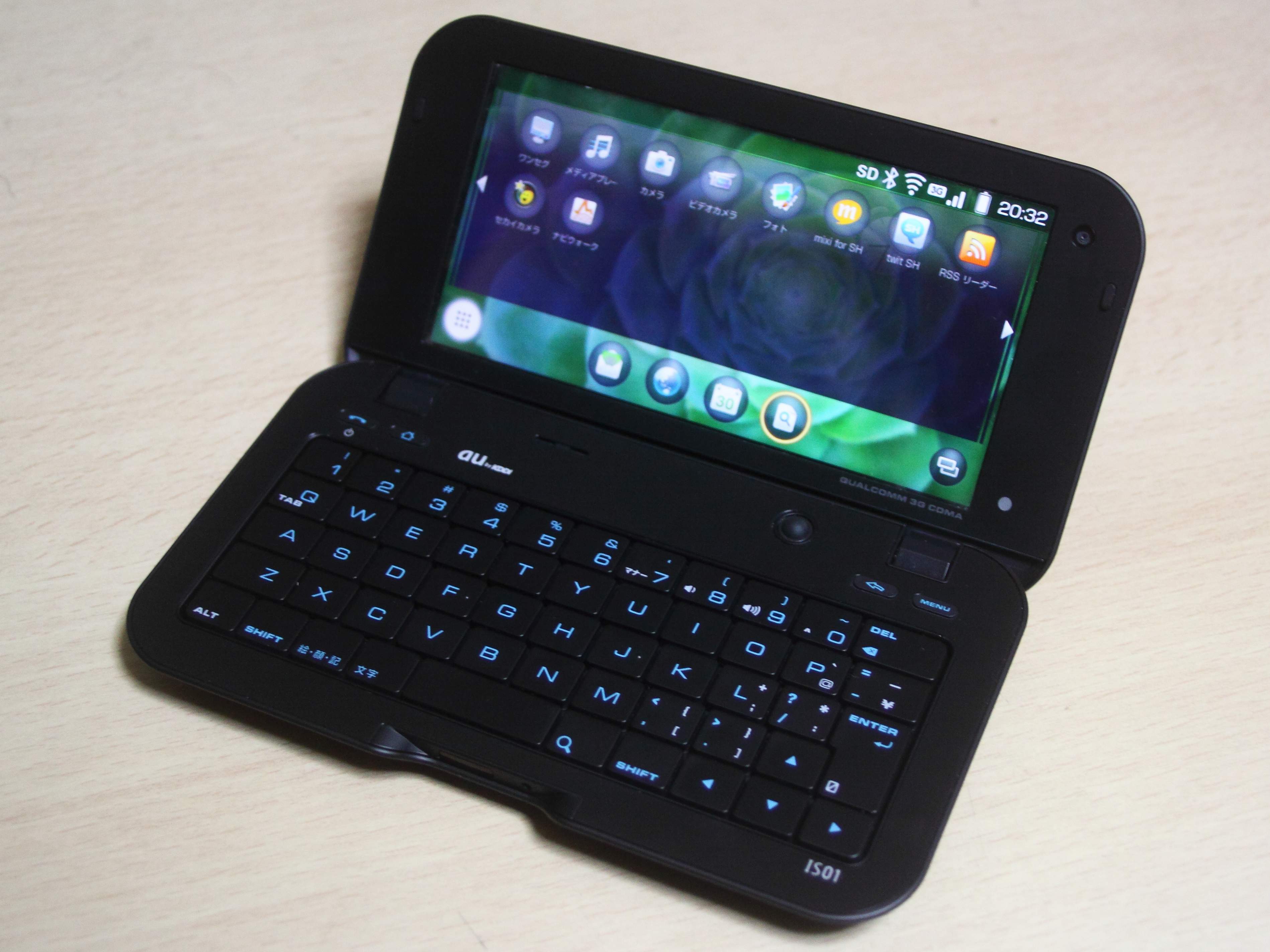
IS01
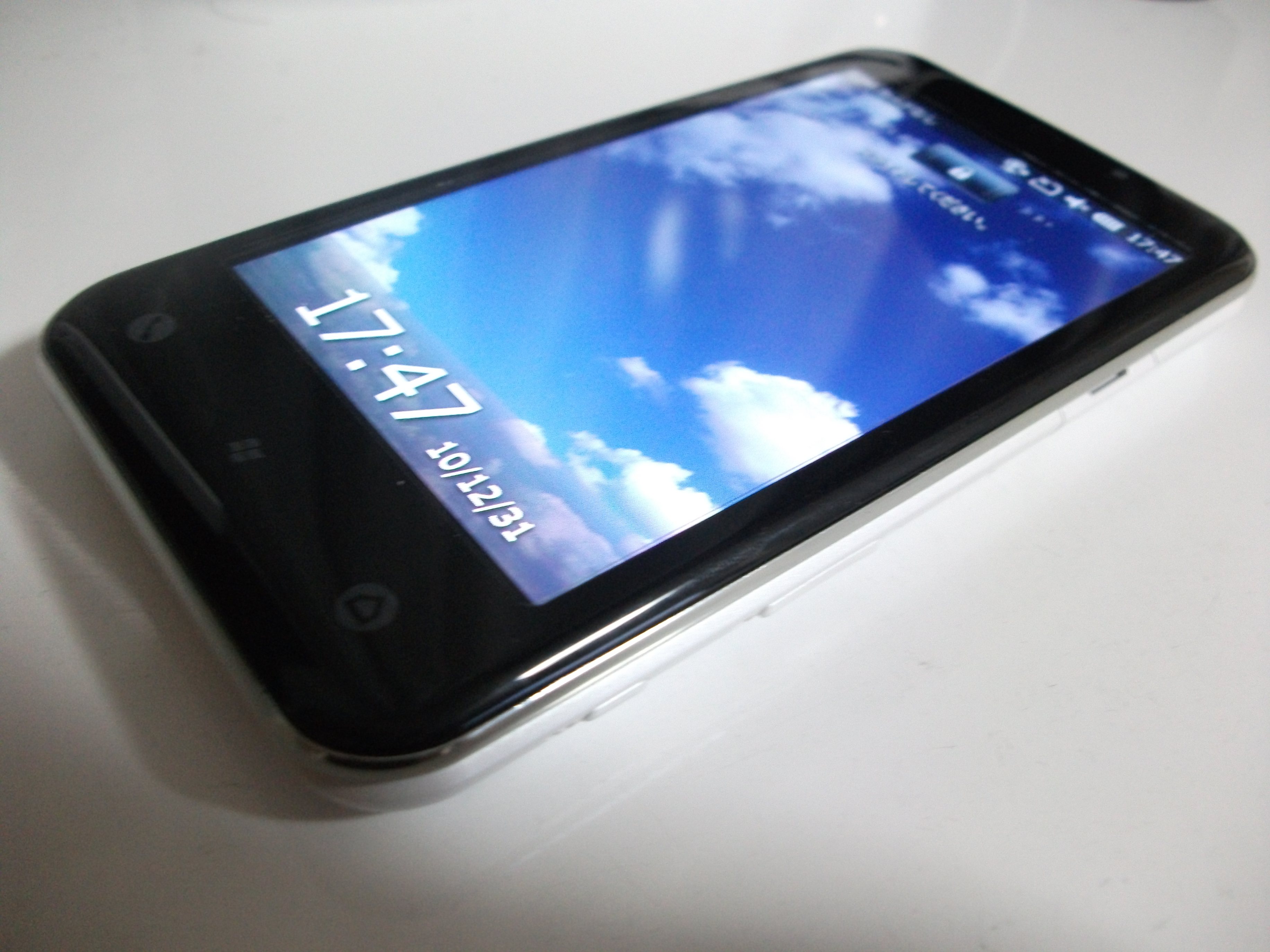
IS02（dynapocket）
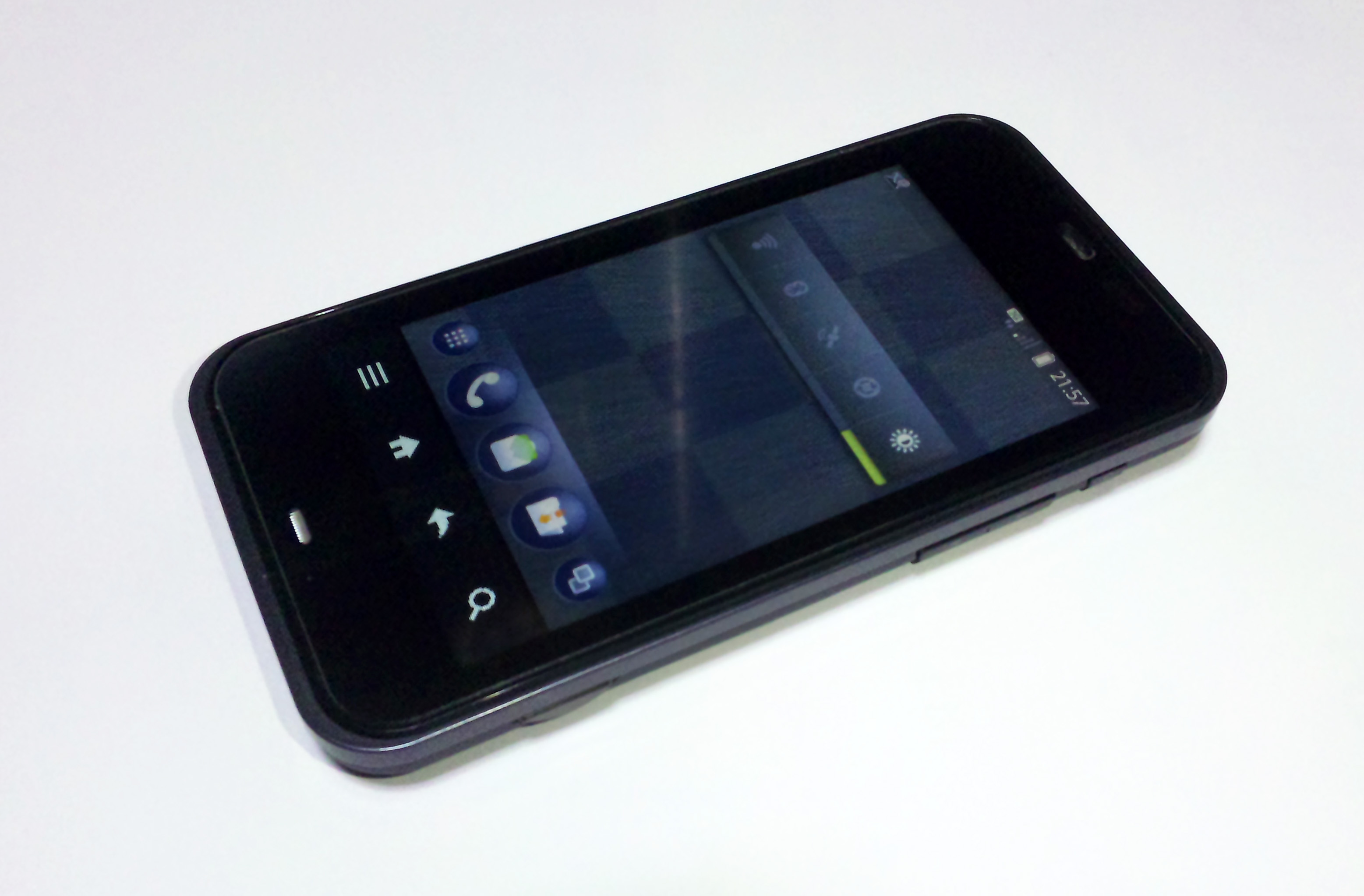
IS03
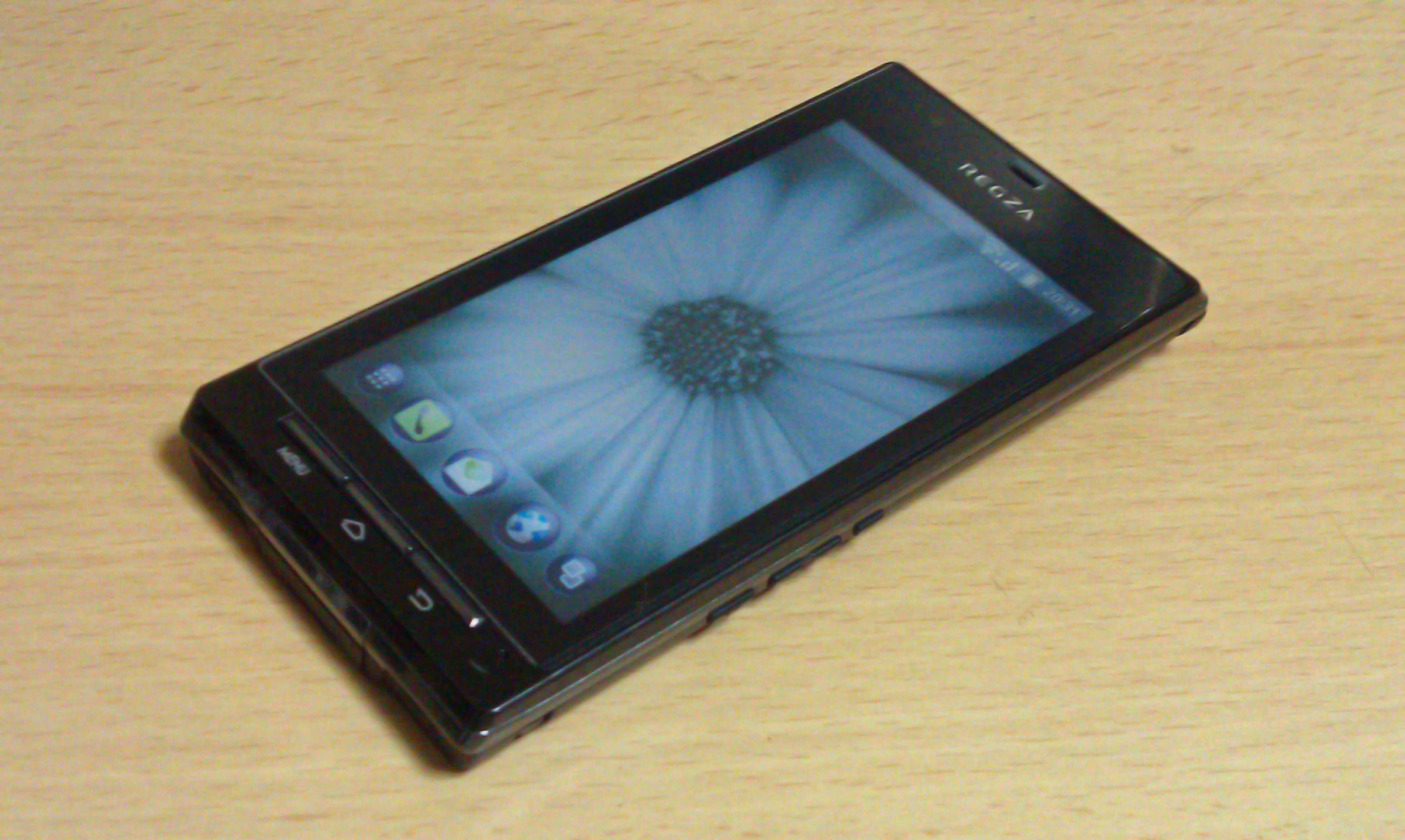
IS04（REGZA PHONE）
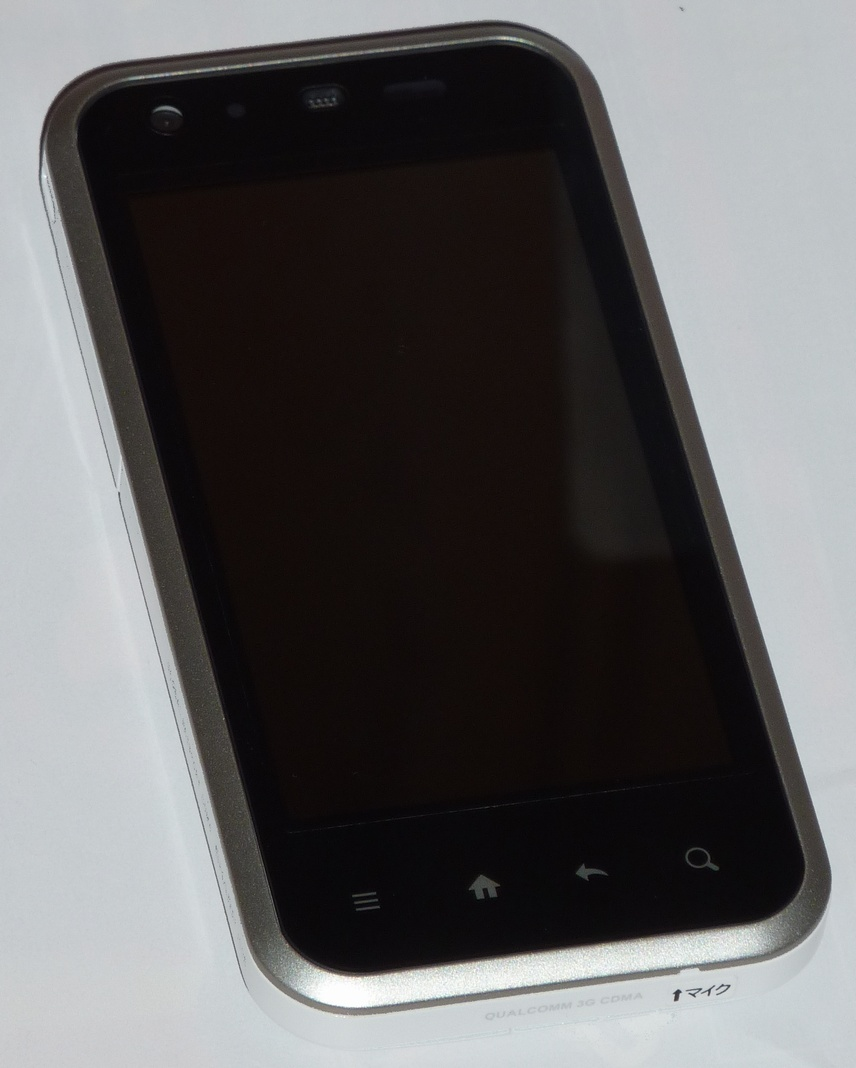
IS05
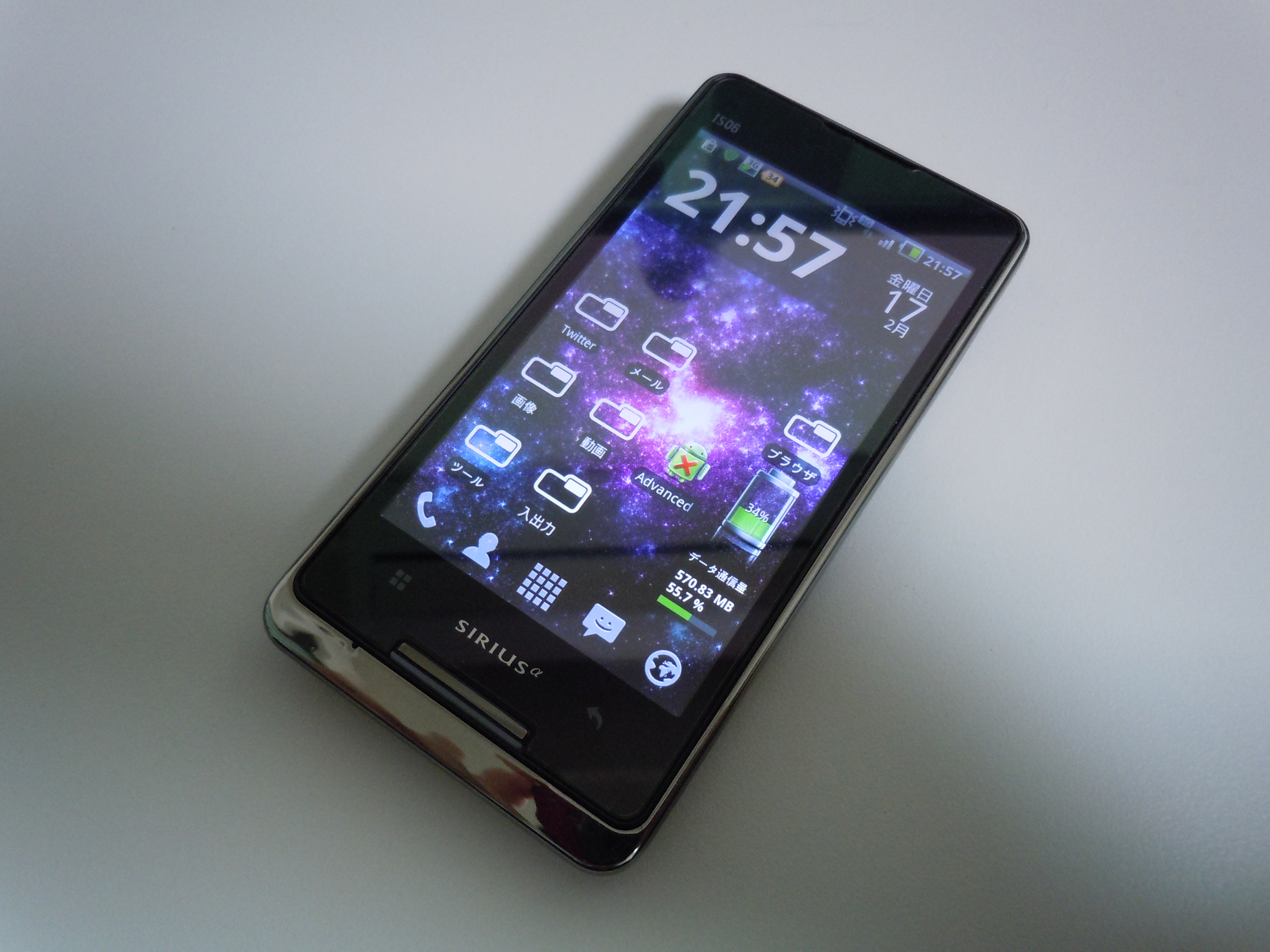
IS06（SIRIUS α）
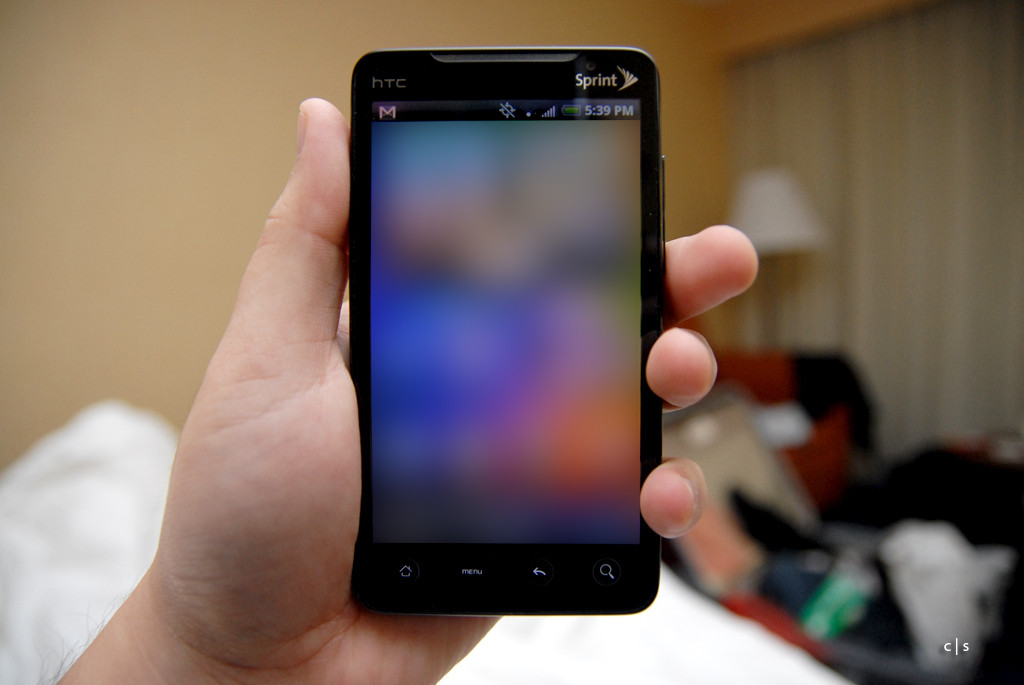
ISW11HTのベースモデルHTC EVO 4G。 ISW11HTとはロゴなど細部が異なる。
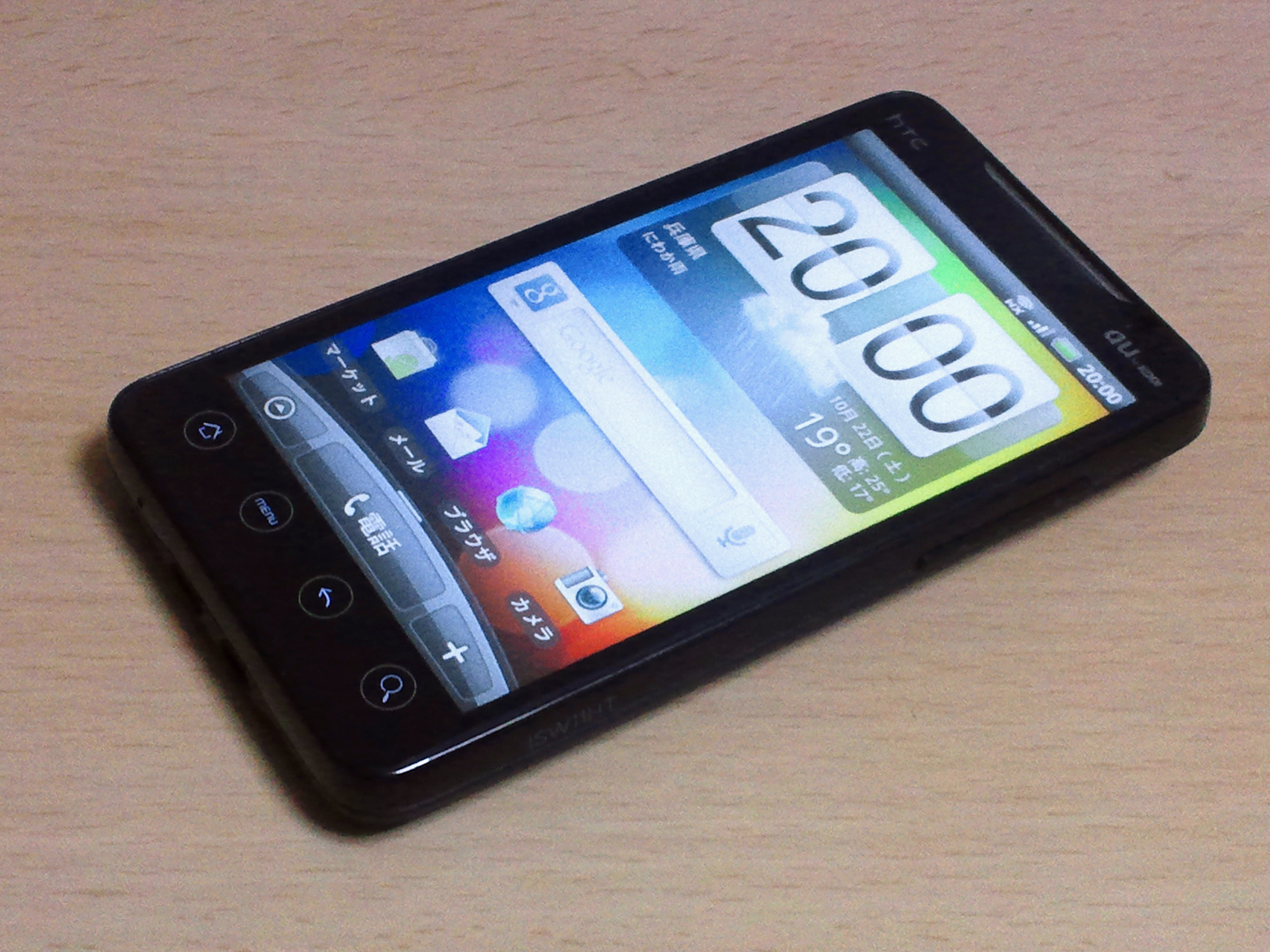
ISW11HT（HTC EVO WiMAX）
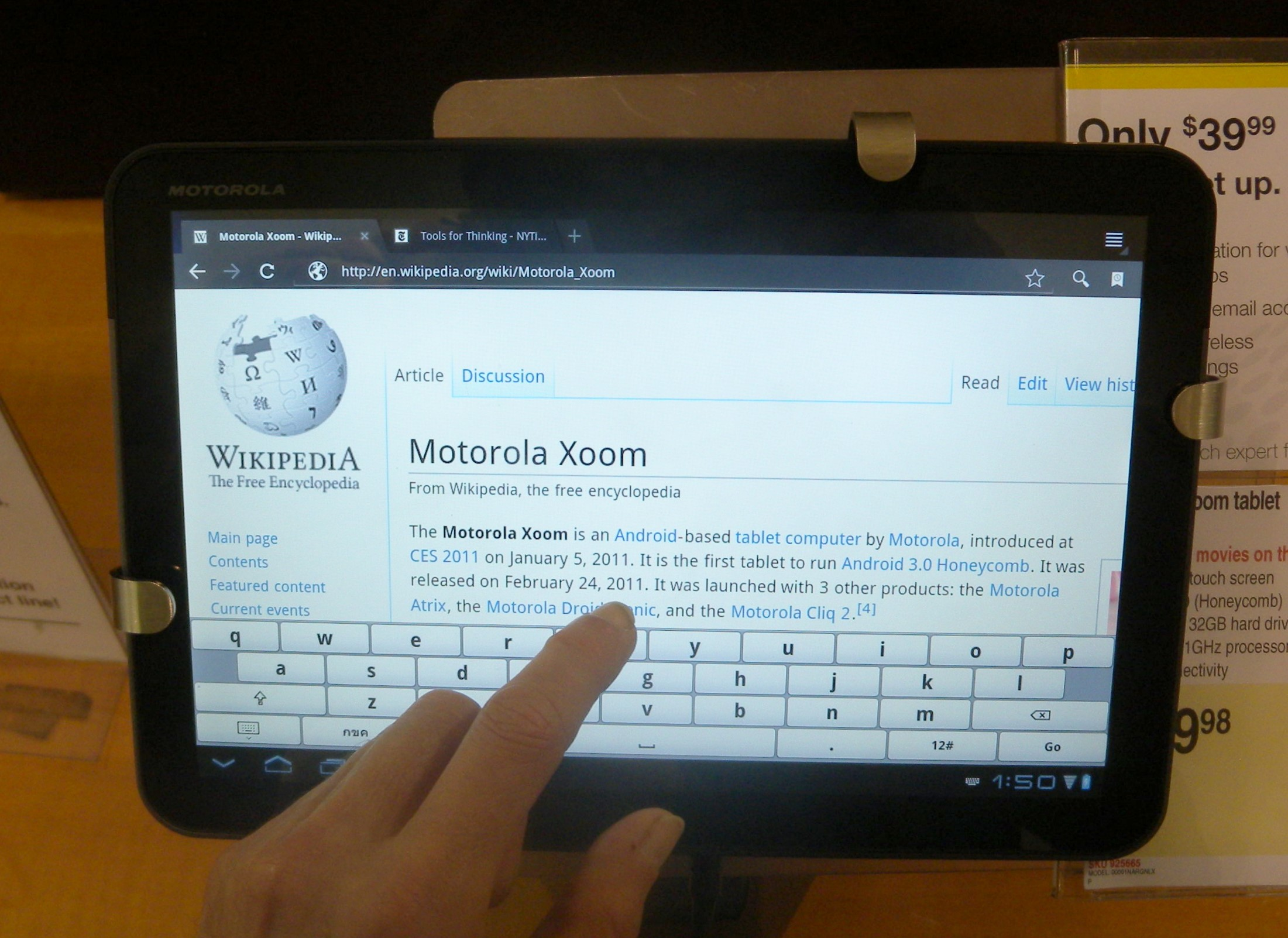
TBi11M（Motorola Xoom Wi-Fi　ただし画像は海外向け）
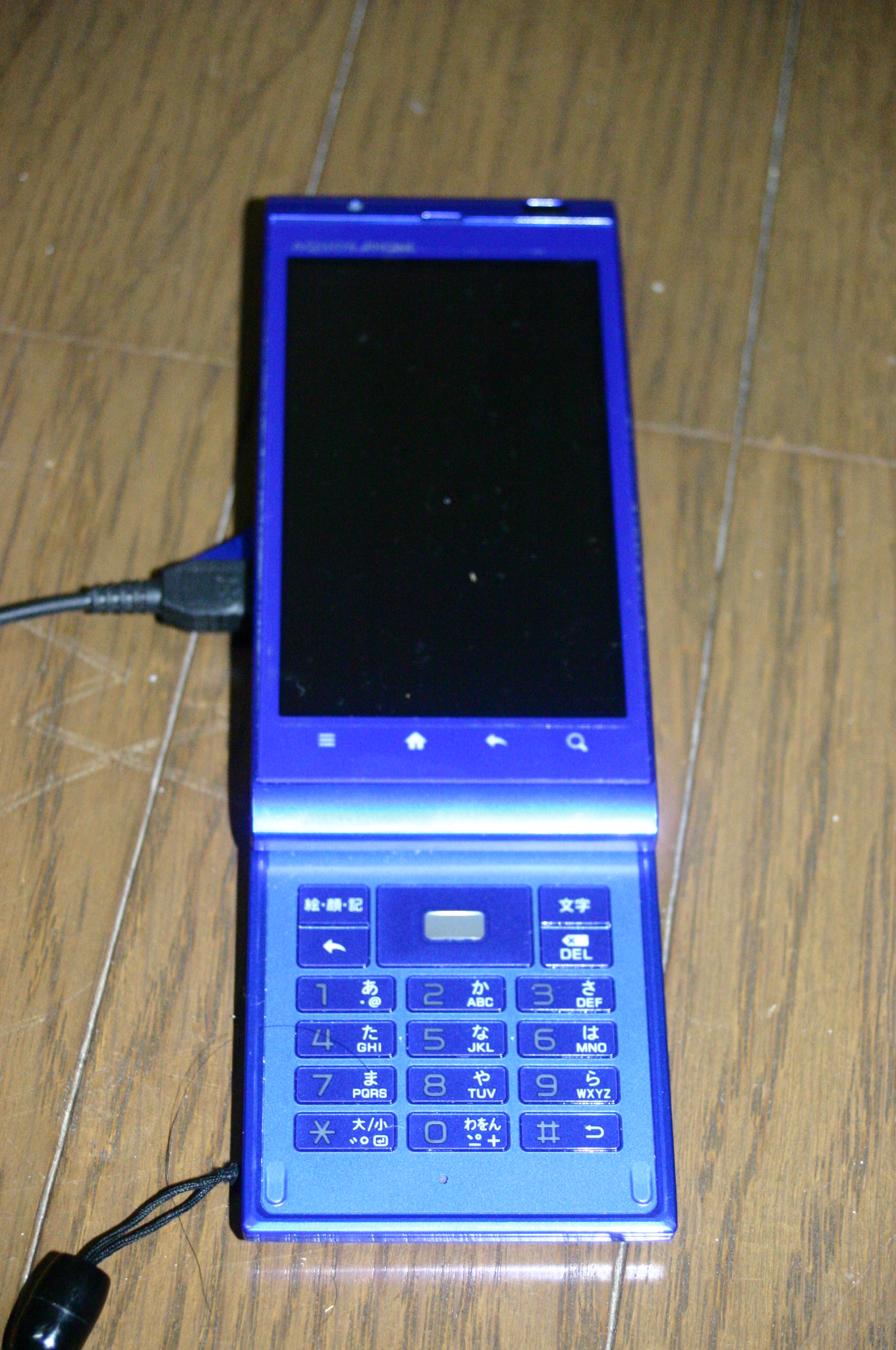
IS11SH（AQUOS PHONE）
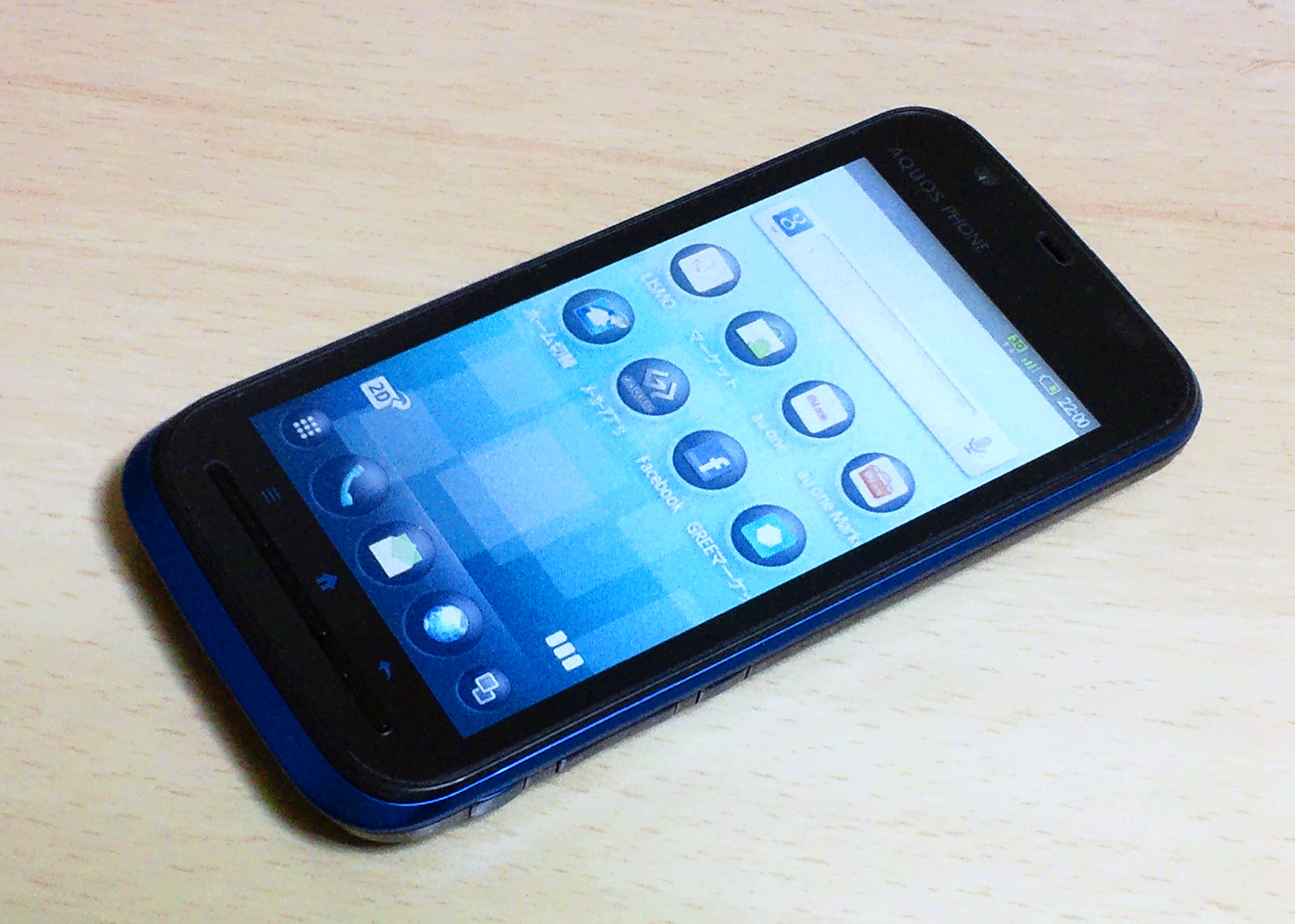
IS12SH（AQUOS PHONE）
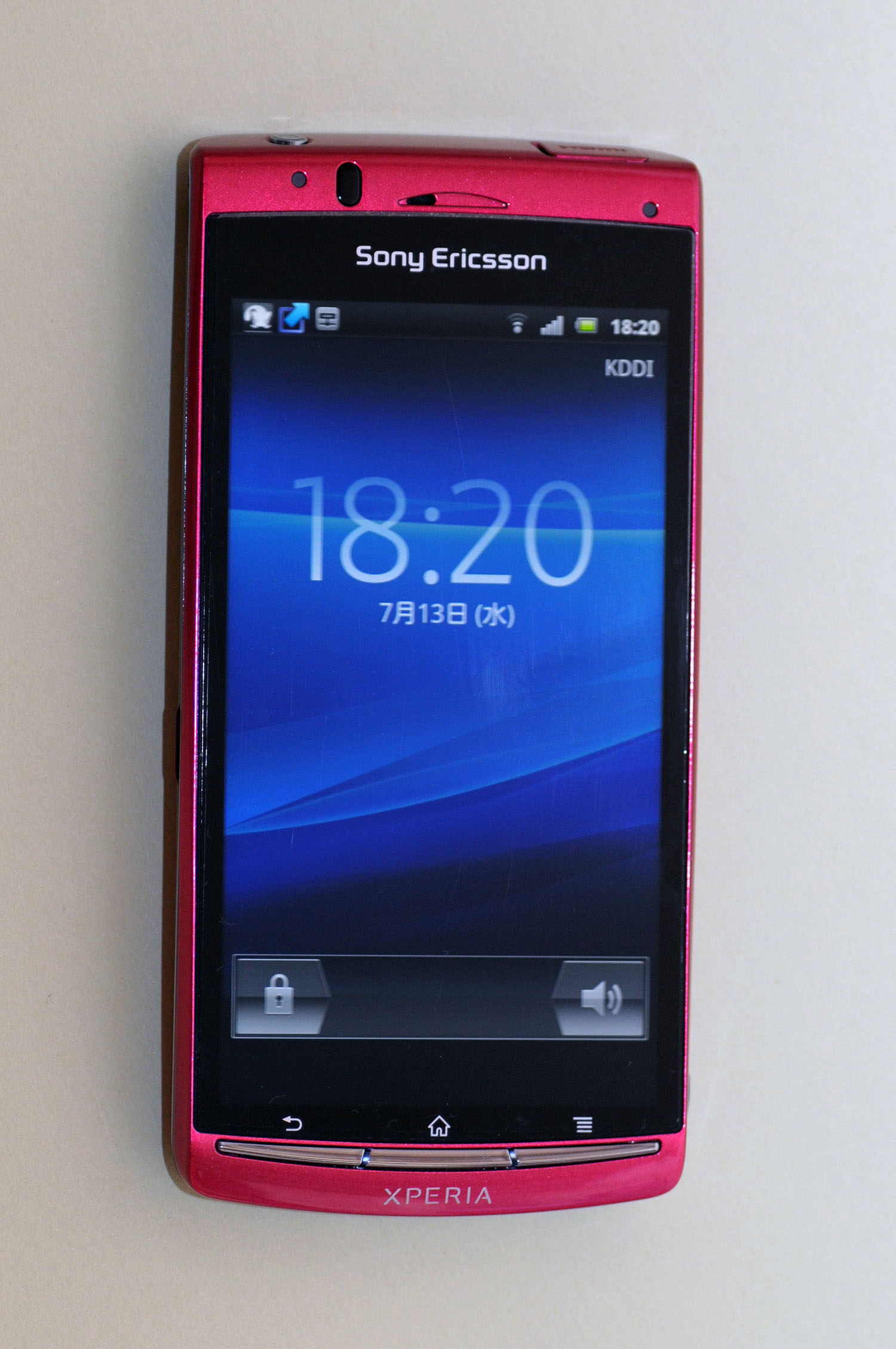
IS11S（Xperia acro）
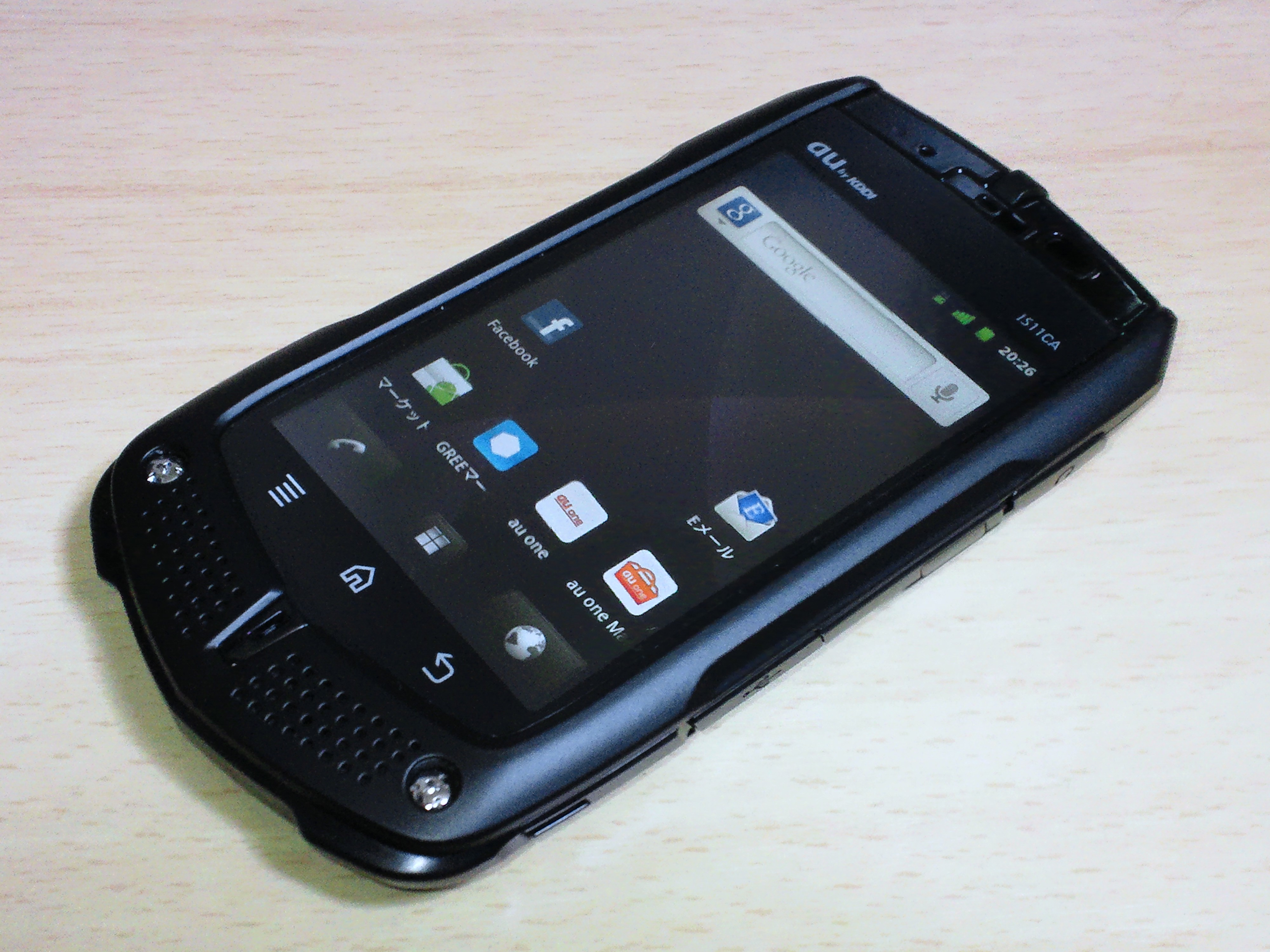
IS11CA（G'zOne）
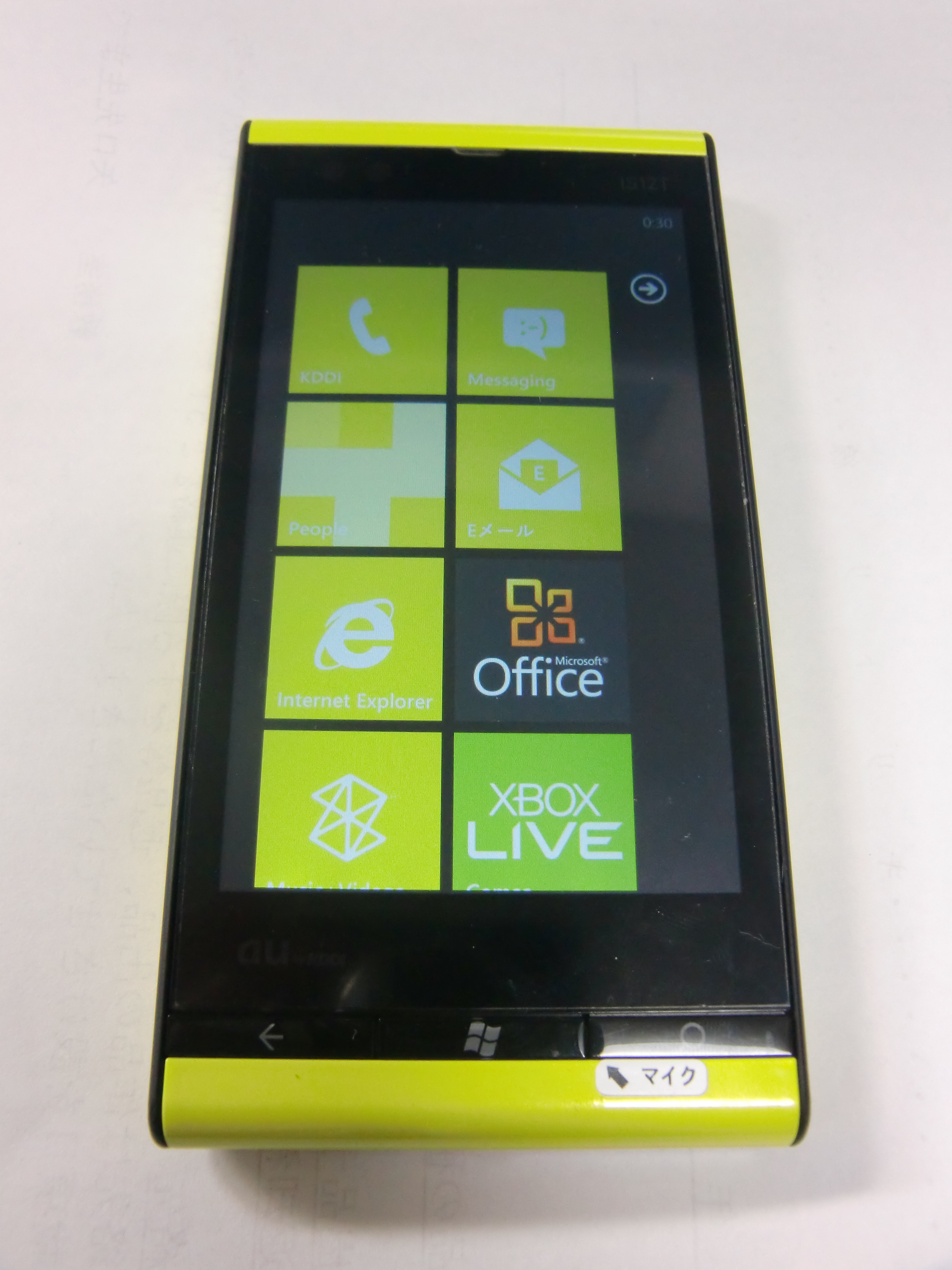
IS12T（Windows Phone）
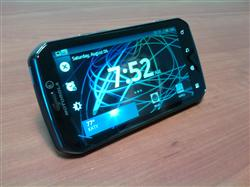
IS11M（Motorola PHOTON）のベースモデルMotorola PHOTON 4G。 ISW11Mの背面には「au by KDDI」のロゴが刻印されている。
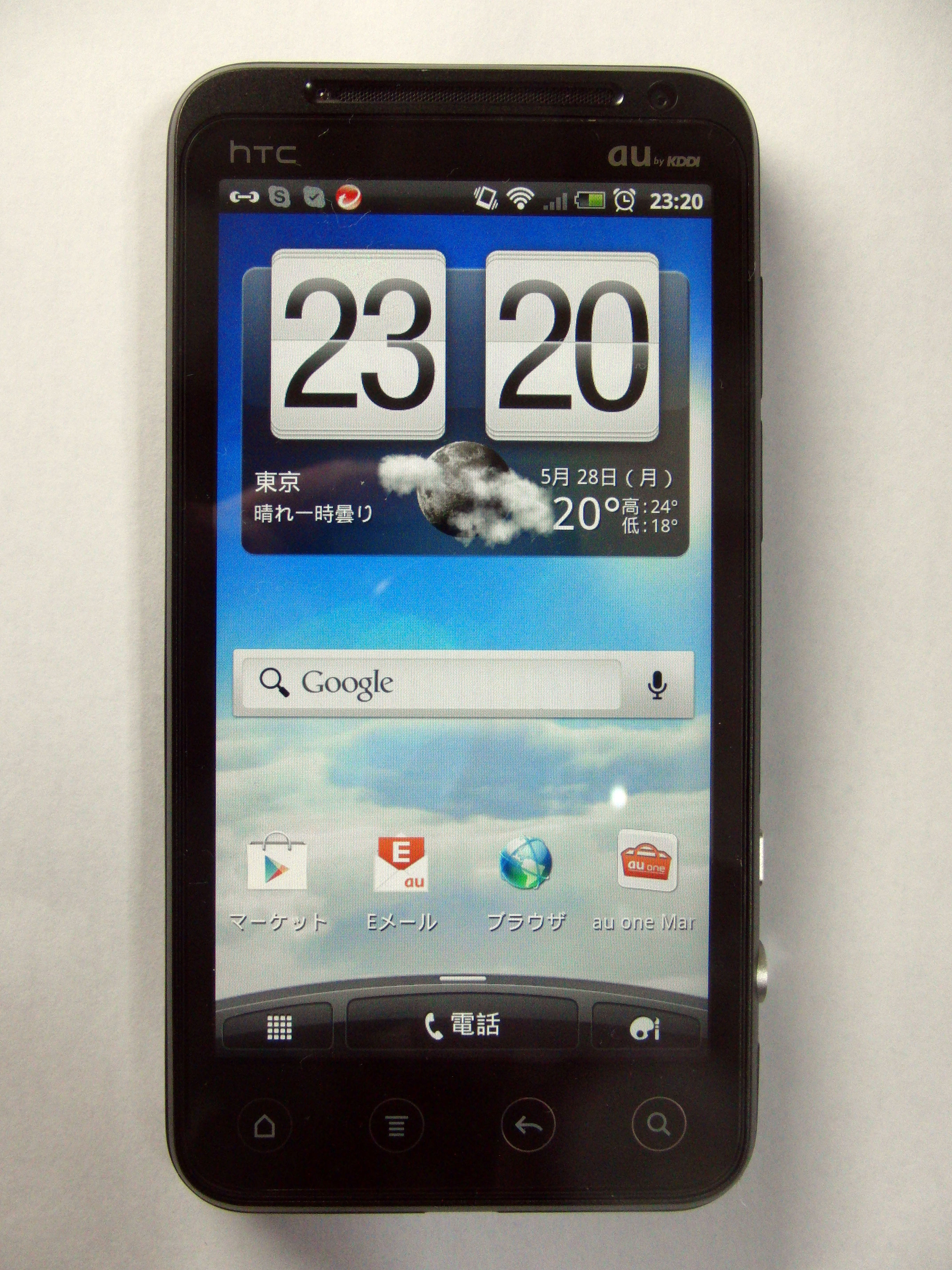
ISW12HT (HTC EVO 3D)
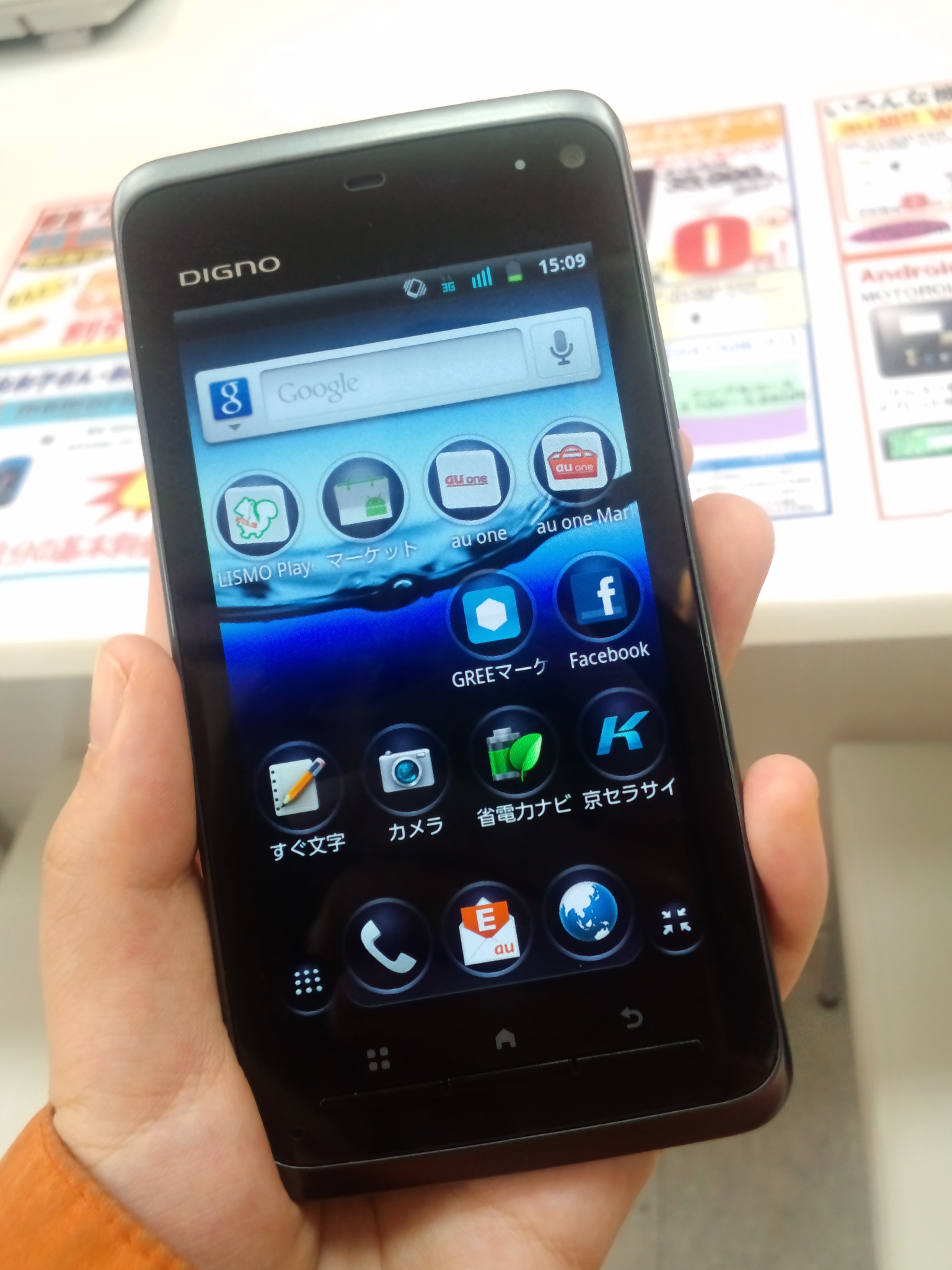
ISW11K（DIGNO）
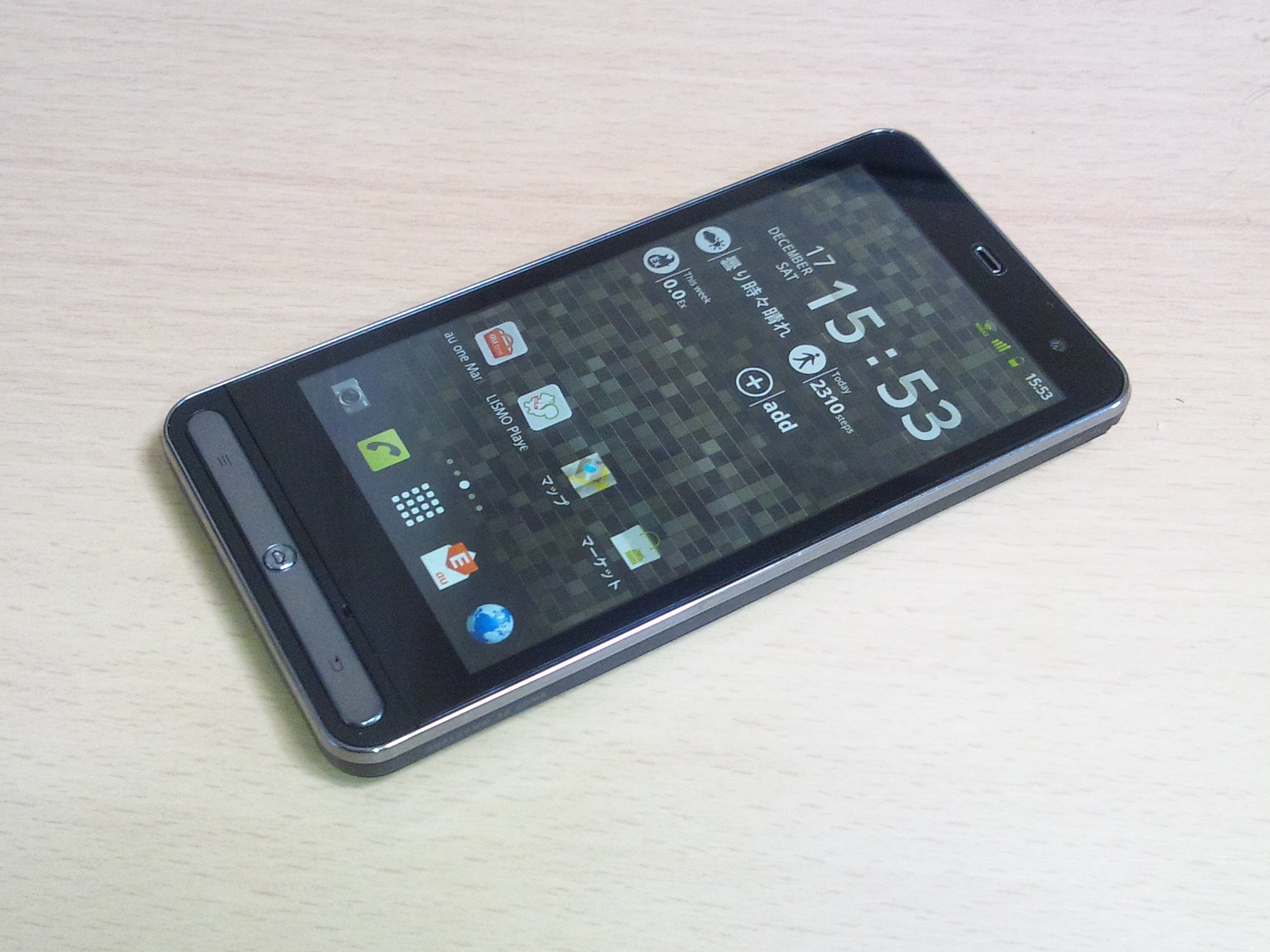
ISW11F（ARROWS Z）
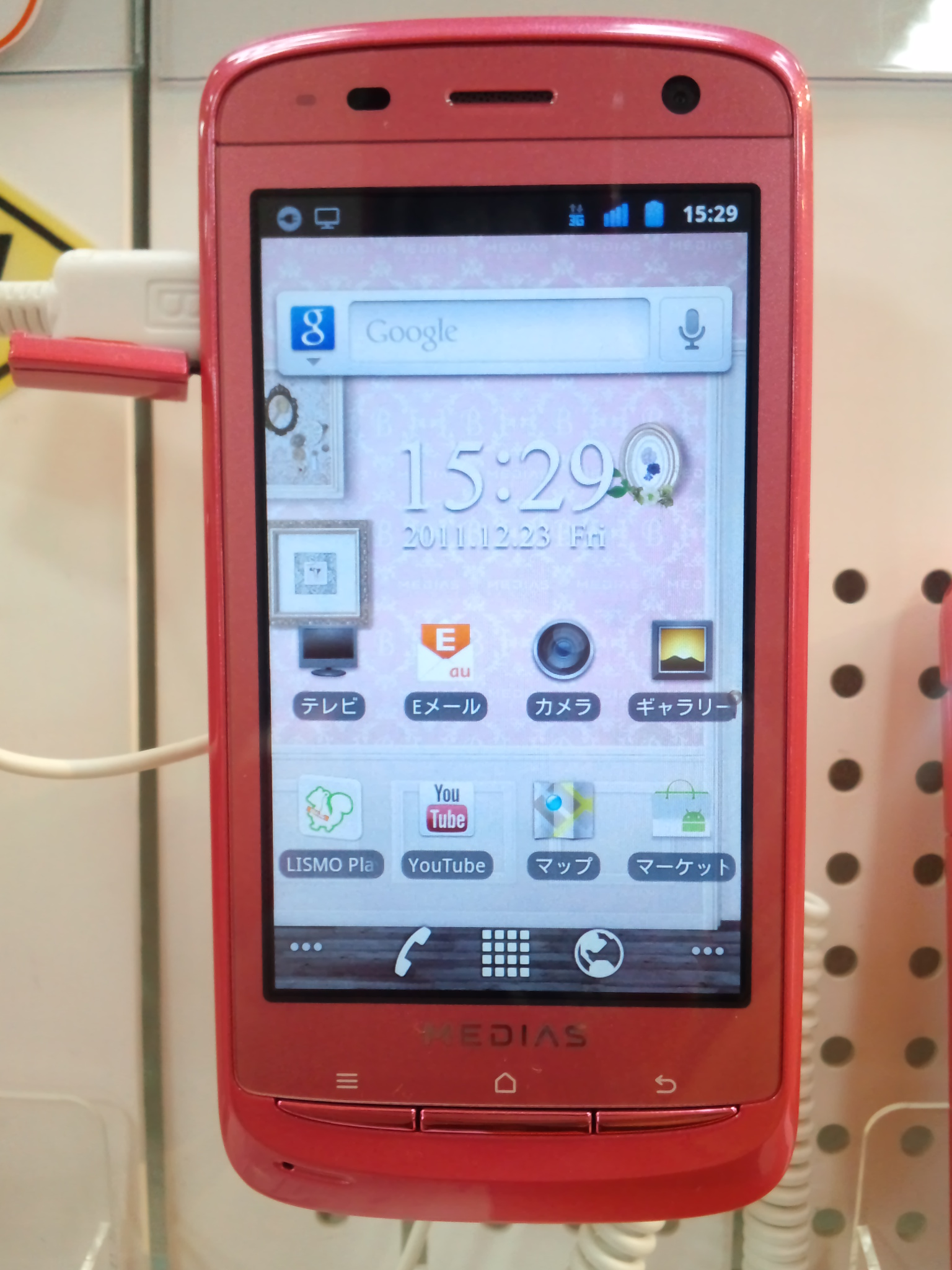
IS11N（MEDIAS BR）
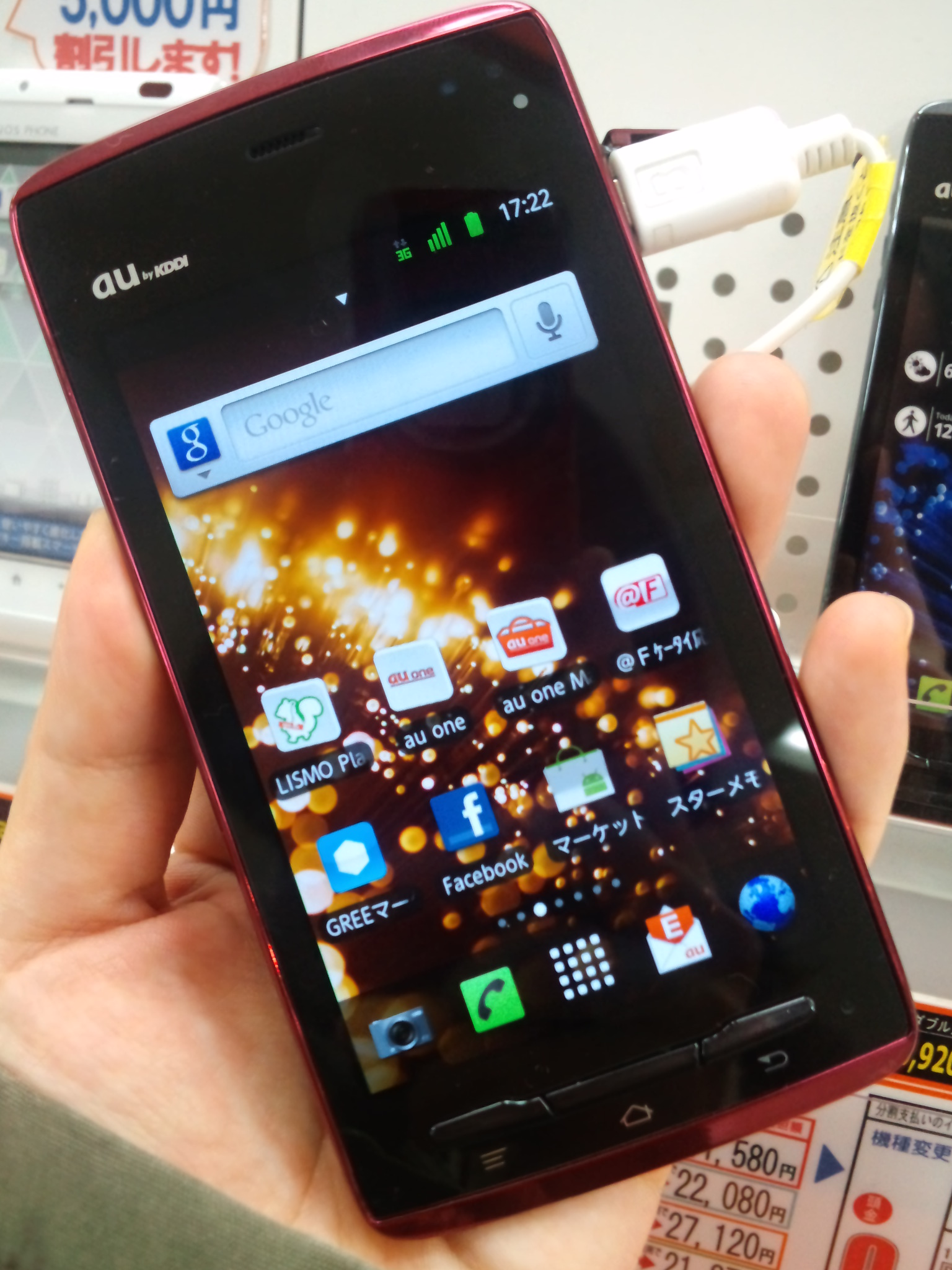
IS12F（ARROWS ES）
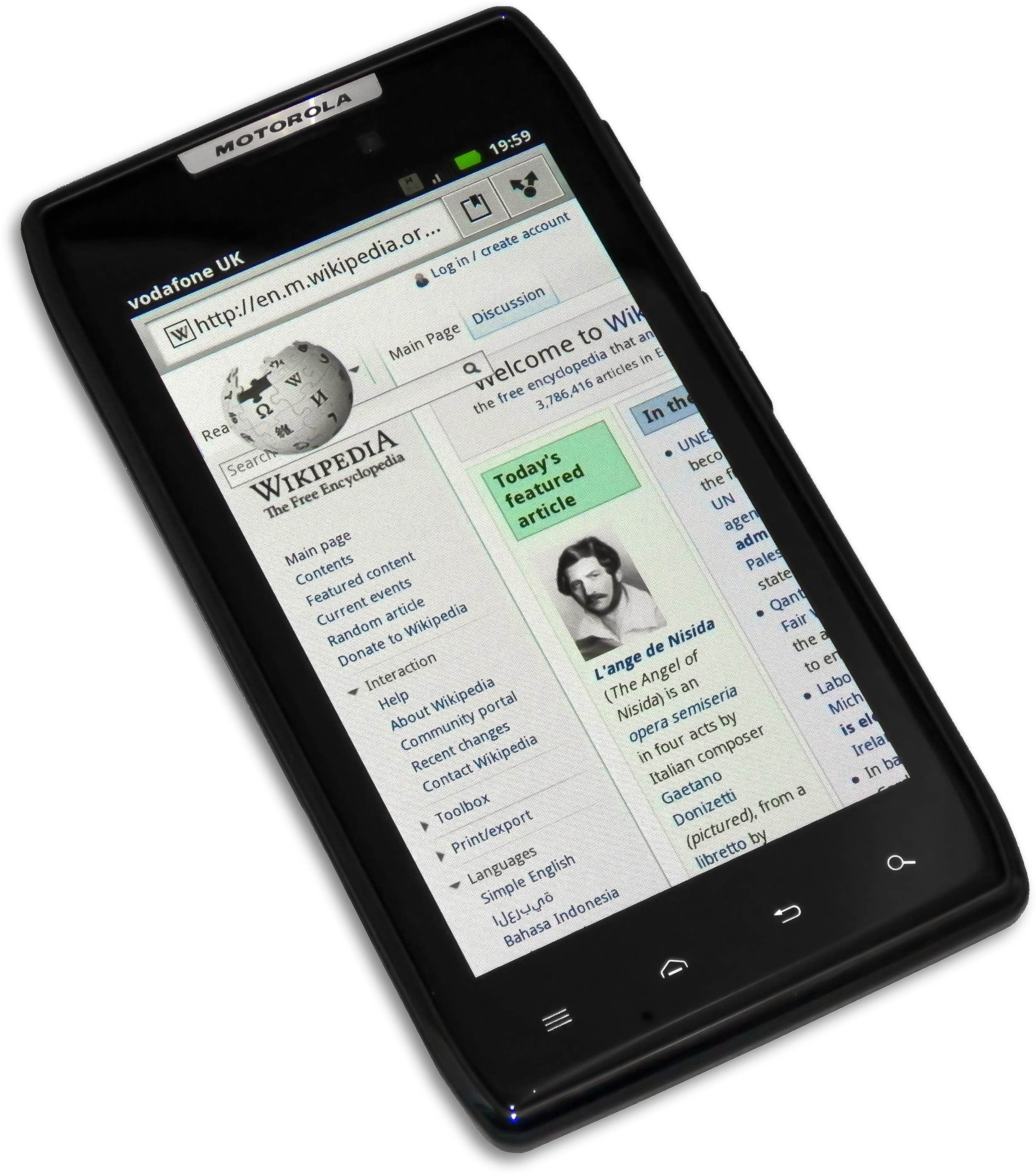
IS12M（MOTOROLA RAZR）のベースモデルであるDroid RAZR。 IS12Mの背面にはauの新ロゴが刻印されている。
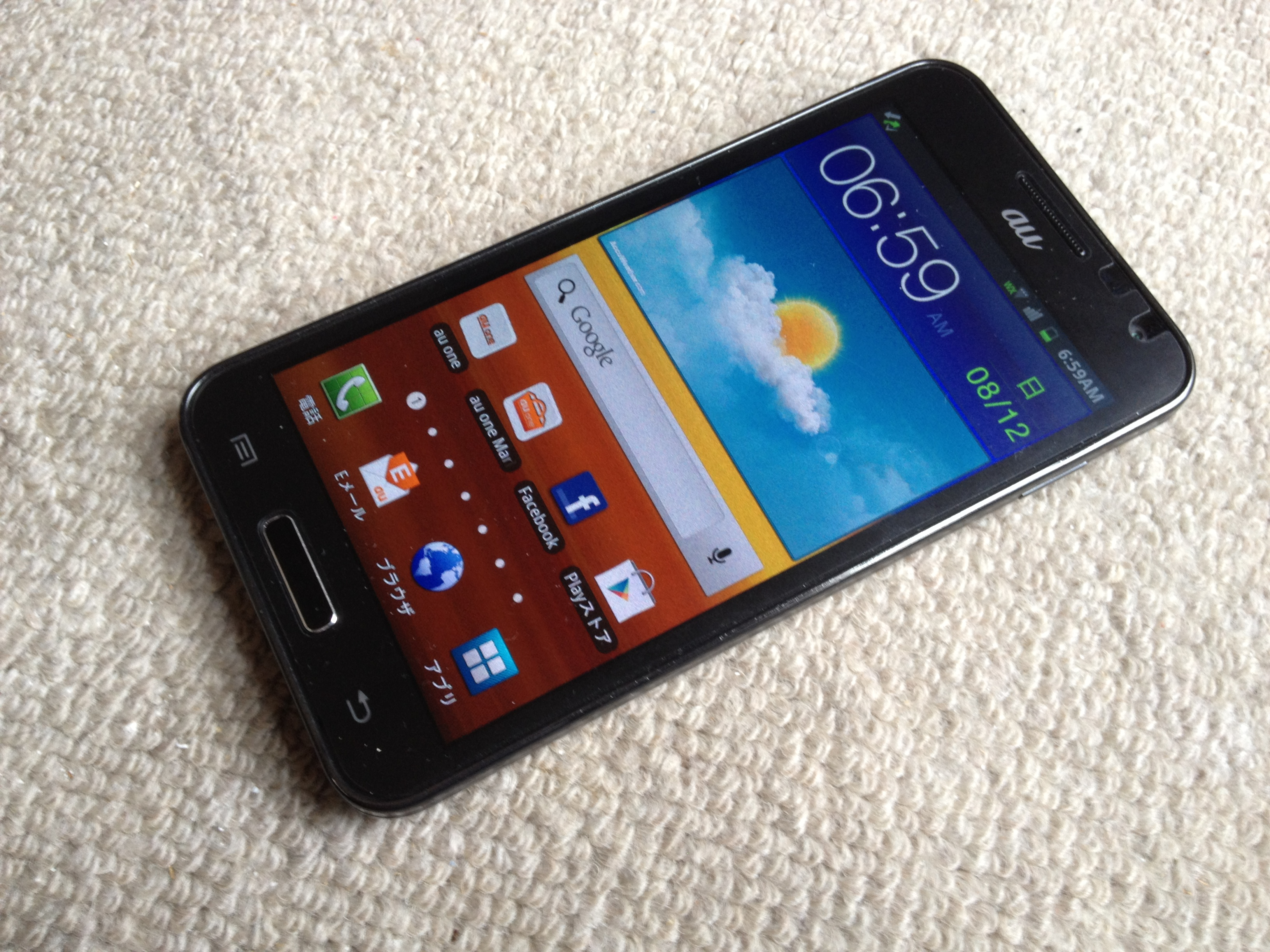
ISW11SC（GALAXY S II WiMAX）
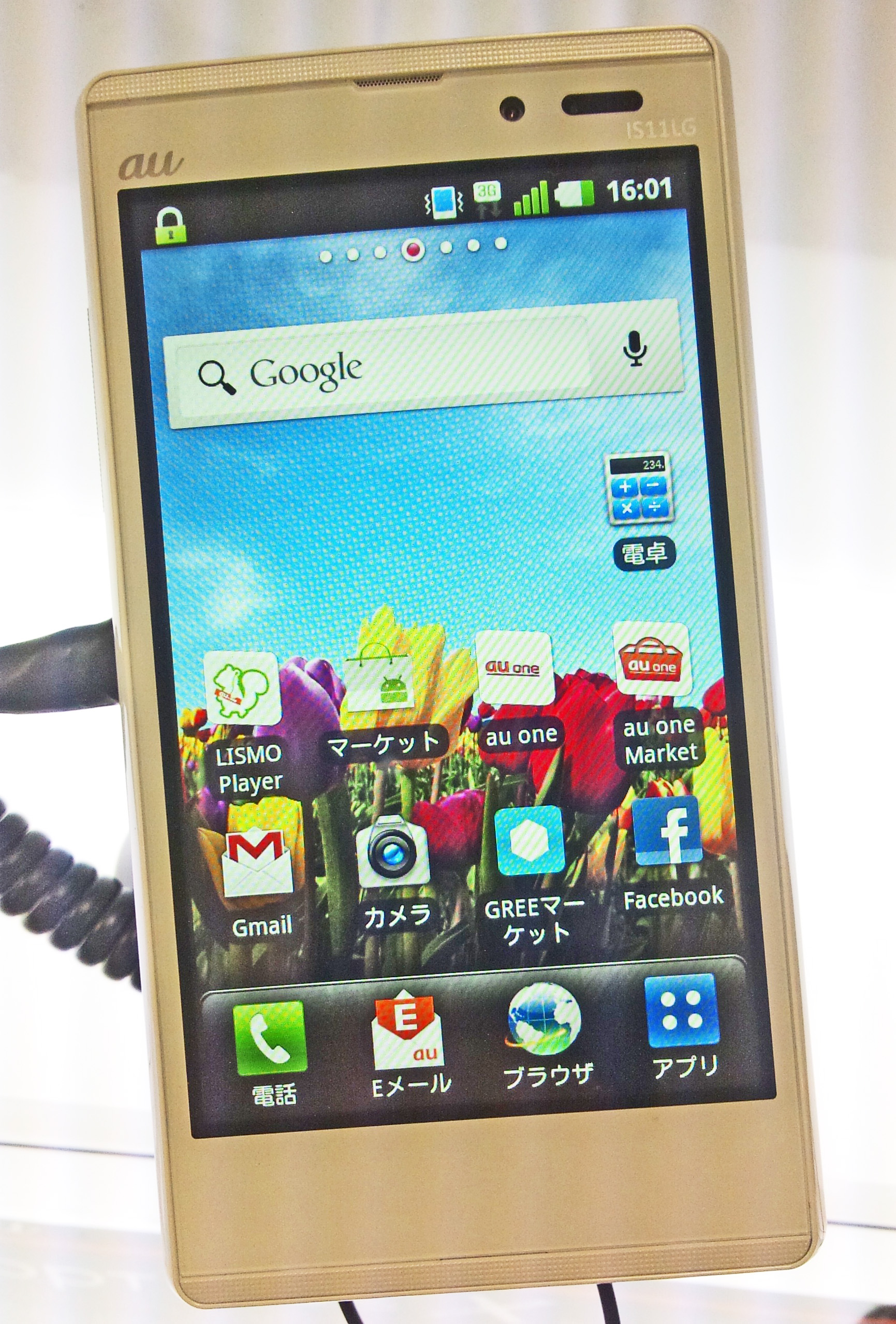
IS11LG（Optimus X）
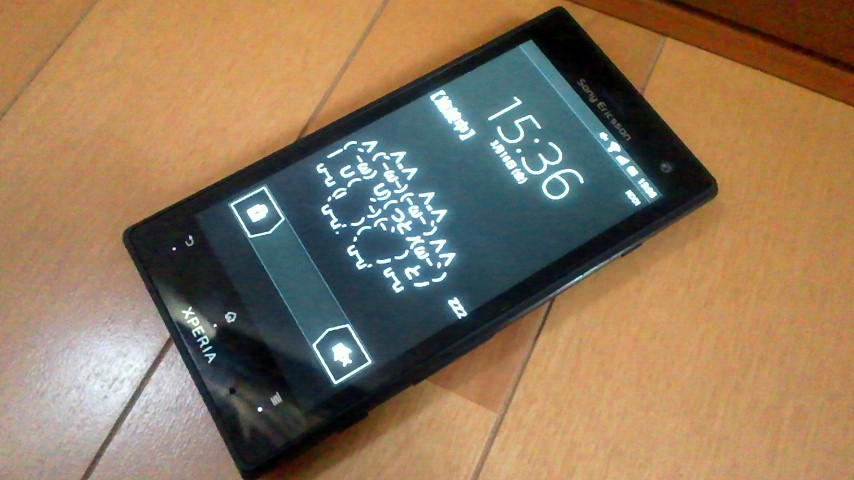
IS12S（Xperia acro HD）
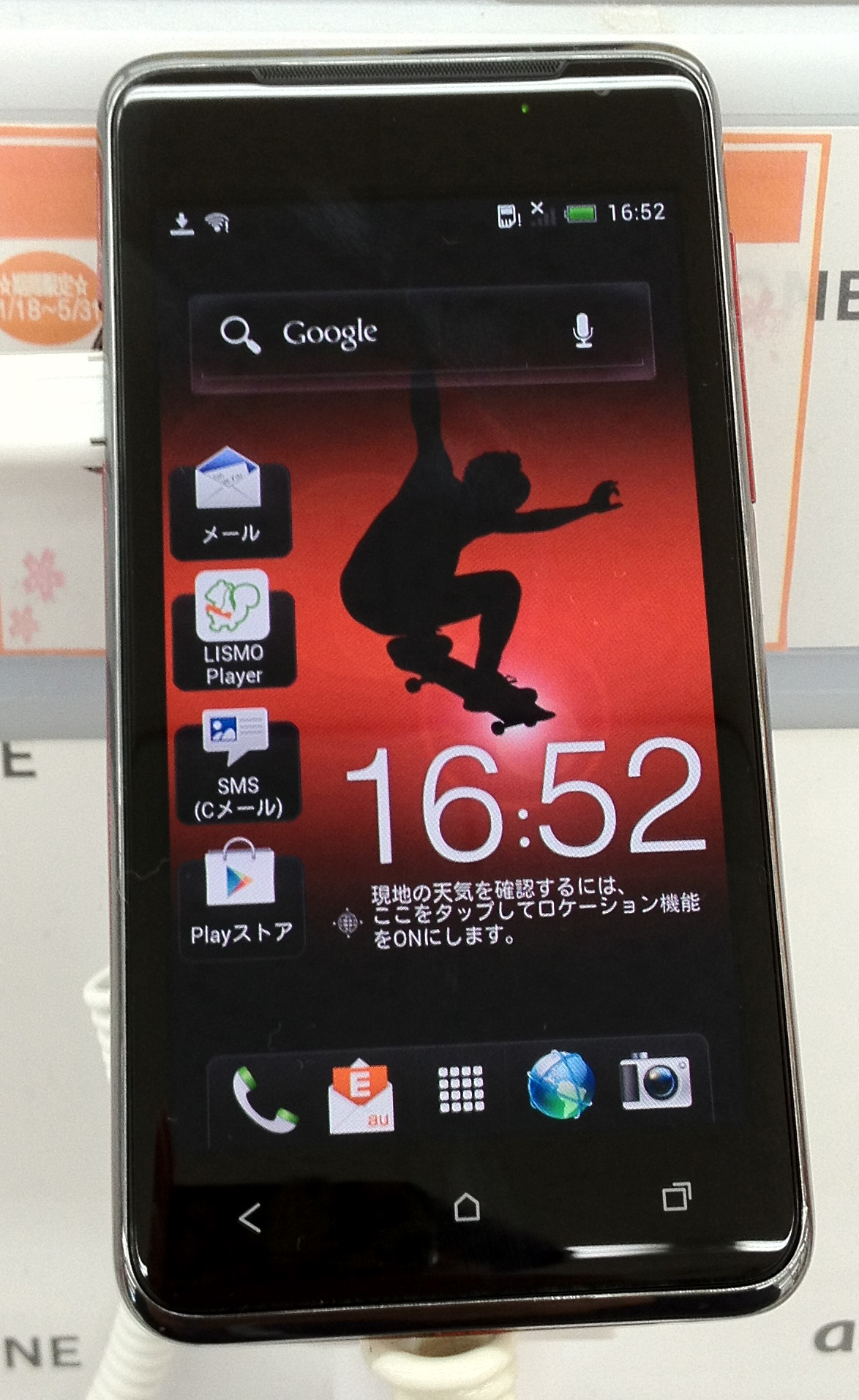
ISW13HT（HTC J）
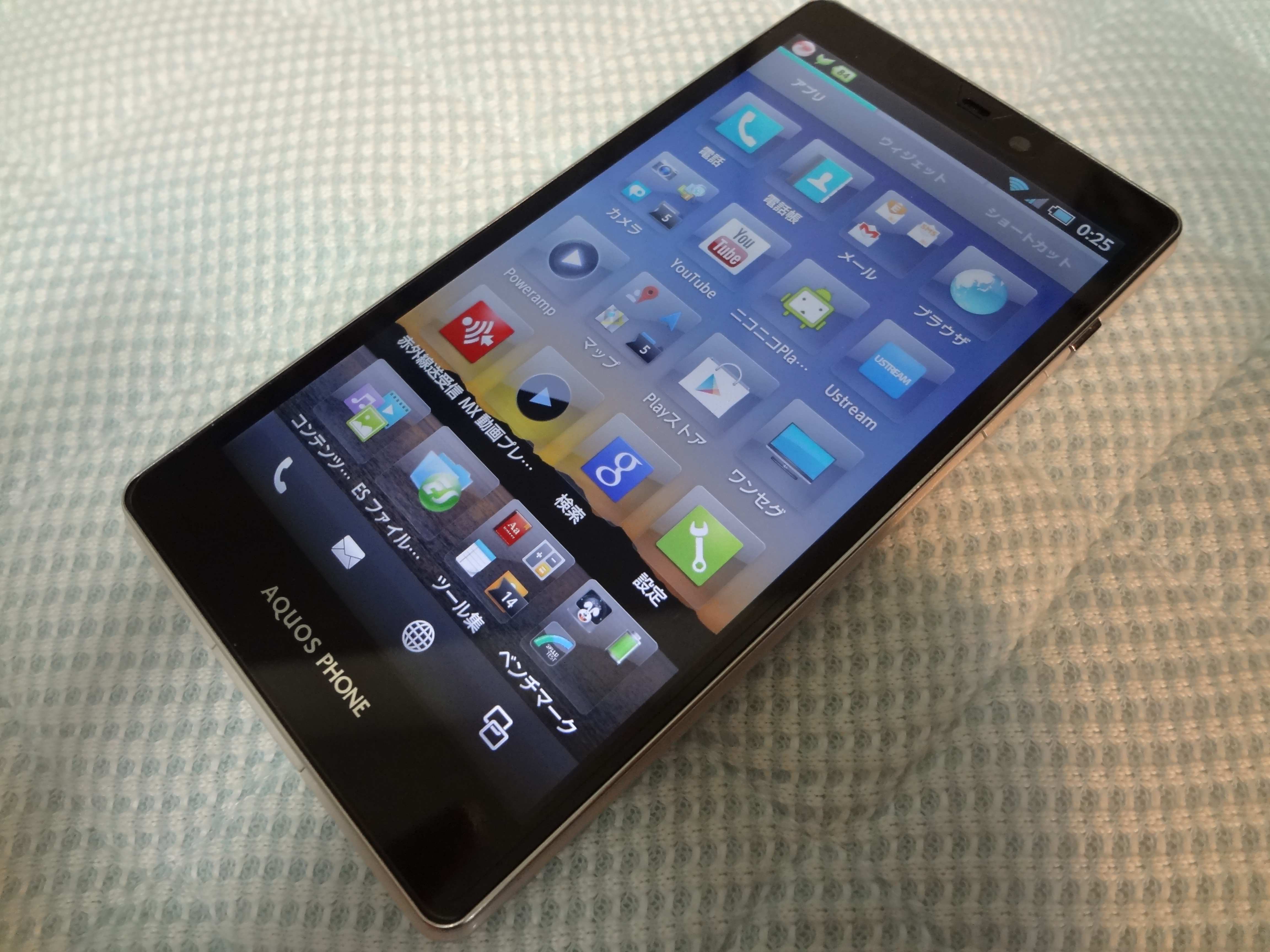
ISW16SH（AQUOS PHONE SERIE）
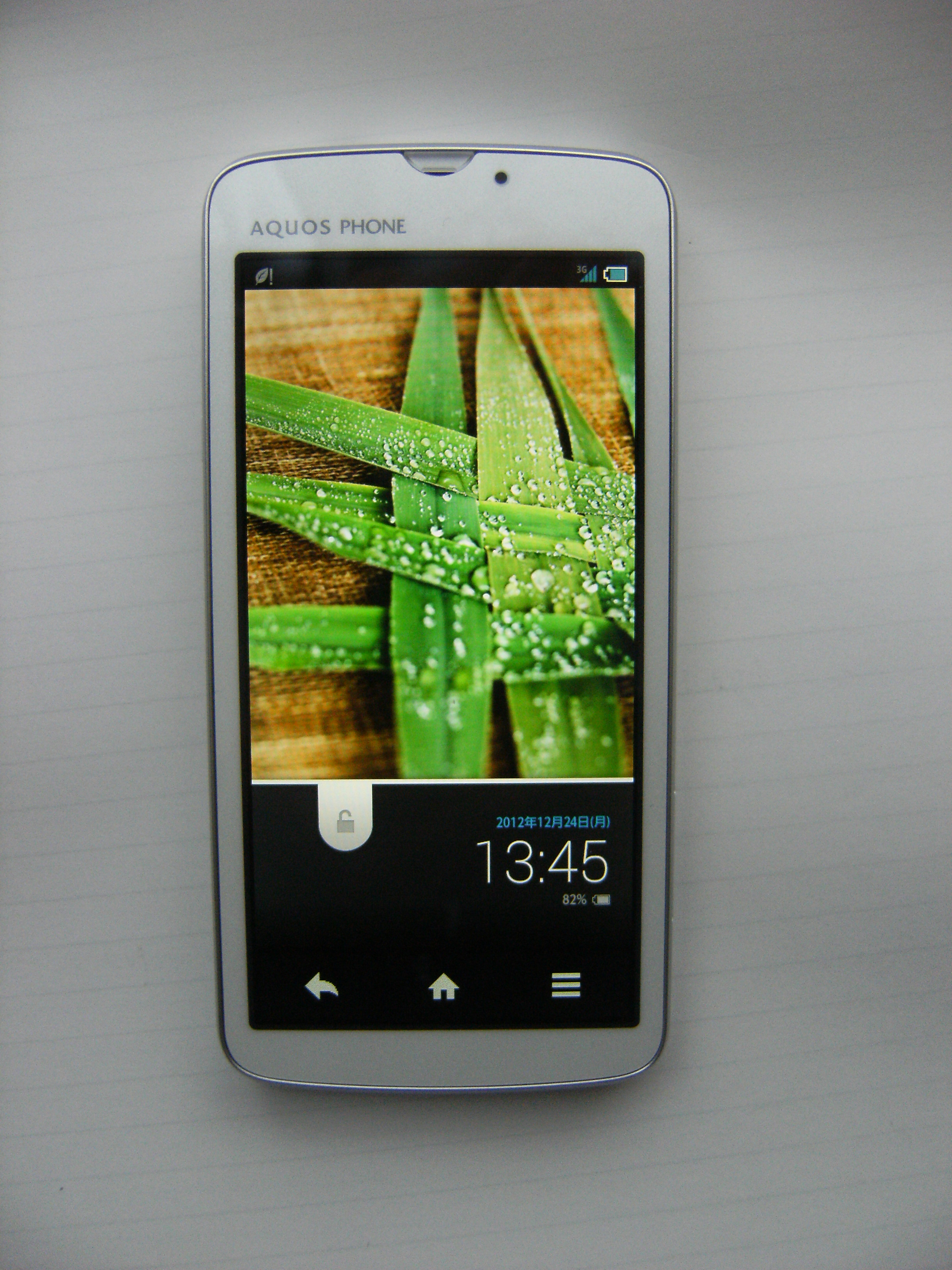
IS17SH（AQUOS PHONE CL）

## 名前の由来
「私（I）が私たち（IS）に出会う場所」という意味が込められている。

### CMイメージキャラクター
- IS03（2010年10月 - 2011年1月）
  - ウサイン・ボルト
  - レディー・ガガ
    - ポーカー・フェイス - CMソング
- Android au（2011年1月 - 9月）
  - 嵐
- REGZA Phone IS04／IS04FV（2011年2月 - 8月）
  - 三浦春馬（メーカー側が宣伝）
  - 嵐
  - レディー・ガガ
    - ボーン・ディス・ウェイ - CMソング
- HTC EVO WiMAX ISW11HT（2011年4月 - 6月）
  - レディー・ガガ
    - ボーン・ディス・ウェイ - CMソング
- 2011年夏モデル（Xperia acro IS11S、AQUOS PHONE IS11SH、AQUOS PHONE IS12SH、G'zOne IS11CA、REGZA Phone IS11T）（2011年6月～9月）
  - レディー・ガガ
    - ジューダス - CMソング
- AQUOS PHONE IS11SH（2011年6月）
  - flumpool（メーカー側が宣伝）
    - Touch - CMソング
- Xperia acro IS11S（2011年6月 - 9月）
  - レディー・ガガ
    - ボーン・ディス・ウェイ - CMソング
- Xperia acro IS11S（2011年9月 - 12月）
  - BOOM BOOM SATELLITES
    - Drifter - CMソング
- DIGNO ISW11K（2011年12月 - ）
  - ドラえもん等の藤子・F・不二雄キャラクター（メーカー側が宣伝）
- ARROWS Z ISW11F（2011年12月 - 2012年3月）
  - 三浦春馬（メーカー側が宣伝）
- HTC J ISW13HT（2012年5月 -）
  - 乃木坂46（メーカー側が宣伝）
    - おいでシャンプー - CMソング
- ARROWS Z ISW13F（2012年7月 -）
  - EXILE[14]（メーカー側が宣伝）
    - BOW & ARROWS - CMソング
- AQUOS PHONE CL IS17SH（2012年7月 -）
  - flumpool（メーカー側が宣伝）
    - Because... I am - CMソング

CM放映はあったがイメージキャラクター非採用
- IS01 - （2010年6月 - 8月 KDDI側が宣伝）
- Windows Phone IS12T - （2011年8月 - 10月 メーカー側が宣伝）
- AQUOS PHONE IS13SH - （2011年11月 - 12月 メーカー側が宣伝）
- GALAXY S II WiMAX ISW11SC - （2012年2月 - 3月 KDDI側が宣伝）

## 注
1. ↑  ただし2012年1月20日に発売されたISW11SCおよびIS11LG以降より発売されるAndroid機（iidaブランドを含む）の起動画面はAndroid auロゴが表示されず、単に新auロゴだけが表示される。
2. ↑  ただし、au 4G LTE対応のAndroid機種の場合、2012年秋冬モデルでは「with Google」のロゴが書かれた刻印が端末本体の裏側にはプリントされていたが、2013年春モデル以降はプリントされなくなった。
3. ↑  〈お知らせ〉 「Windows® Phone IS12T」におけるEメール (～@ezweb.ne.jp) の対応について - KDDI（2011年10月26日）
4. ↑  〈お知らせ〉 「Windows® Phone IS12T」におけるEメール (～@ezweb.ne.jp) の対応について〈別紙〉 - KDDI（2011年10月26日）
5. ↑  auスマートフォン IS02 | 利用方法 | au
6. ↑  auスマートフォン IS12T | 利用方法 | au
7. ↑  2011年11月現在、IS02、E30HT、E31Tがこれに該当する。
8. ↑  2011年12月1日現在の時点においてはIS11S、およびISW11HT、ISW11Kの3機種だけが対応しているがシャープ製の機種を除く2011年秋冬モデル以降のISシリーズ、およびiidaブランドのAndroid機より順次、正式対応させる見込み。
9. ↑  “「KDDI Eメール (～@ezweb.ne.jp) アプリケーション」の提供開始について”.   KDDI株式会社 (2011年9月16日). 2011年9月17日閲覧。
10. ↑  2011年春モデルのISW11HTを含む。
11. ↑  別途、ダウンロードアプリにて対応。ただし一部を除くau向けAndroidスマートフォン同様、Wi-Fiモード使用時は送受信が不可能となる。
12. ↑  auからのお知らせ「『MIRACH IS11PT』の販売開始のご連絡」 - KDDI 2011年9月15日
13. ↑  YouTube ISseries（KDDI公式）「IS series Concept Movie」より。
14. ↑  ただしTVCMにはTAKAHIRO・KENCHI・KEIJI・TETSUYAの4名のみ出演。